# Parc national des lacs de Plitvice
Vous lisez un « bon article » labellisé en 2011.
Le parc national des lacs de Plitvice ([ˈplitvitsɛ], appelé Nacionalni park Plitvička jezera en croate) est un parc national de Croatie, qui se situe à mi-chemin entre les villes de Zagreb et Zadar au sein d'un plateau karstique. C'est à la fois le plus ancien des parcs nationaux du sud de l'Europe et le plus étendu de Croatie. Il a été créé le 8 avril 1949 et ajouté sur la liste du patrimoine mondial de l'UNESCO en 1979.
Le parc, d'une superficie de 296 kilomètres carrés, comprend non seulement les lacs de Plitvice (en croate Plitvička jezera), qui forment un ensemble de seize grands lacs, reliés entre eux par 92 cascades ou de petites rivières tourmentées, mais aussi la forêt environnante (forêt de type primitive composée principalement de hêtres et de sapins) où naît la rivière Korana et qui abrite de nombreuses espèces animales et végétales rares dont les représentants les plus connus sont l'ours brun et le loup. La faune et la flore y sont prospèrent, comme en témoigne la richesse piscicole des lacs.
Chaque année, le parc accueille plus d'un million de visiteurs. Un chemin en rondins de bois fait le tour du parc, mais il est aussi possible de le visiter en utilisant un train panoramique et de traverser les plus grands des lacs en bateau. Hormis le chemin et les quelques aménagements pour les touristes, la nature est laissée à l'état sauvage, aucune intervention humaine n'étant autorisée.

## Toponymie
Le terme de Plitvice est utilisé la première fois en 1777 par un certain Dominik Vukasović, pasteur de la ville d'Otočac, alors que les premiers documents cartographiques existaient au siècle précédent. Ce nom provient des lacs du parc, peu profonds, soit en croate pličina ou plitvak, plitko. D'autres hypothèses le disent provenir de la localité slovène de Plitvica ; c'est par ailleurs cette forme que prend le terme lorsqu'il est accompagné de celui désignant les lacs (jezero en croate), Plitvička jezera, signifiant « lacs de Plitvice ». Il a donné son nom à une ville proche.

## Géographie

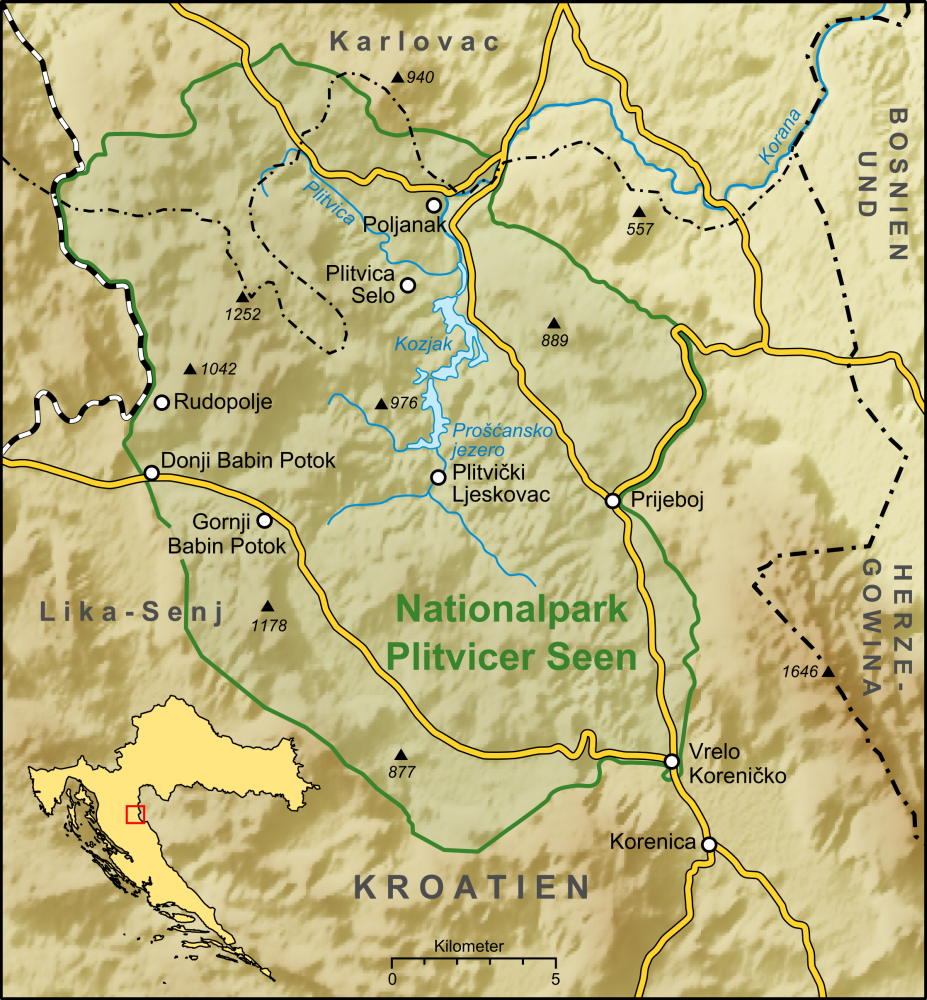
Carte de l'ensemble du parc.

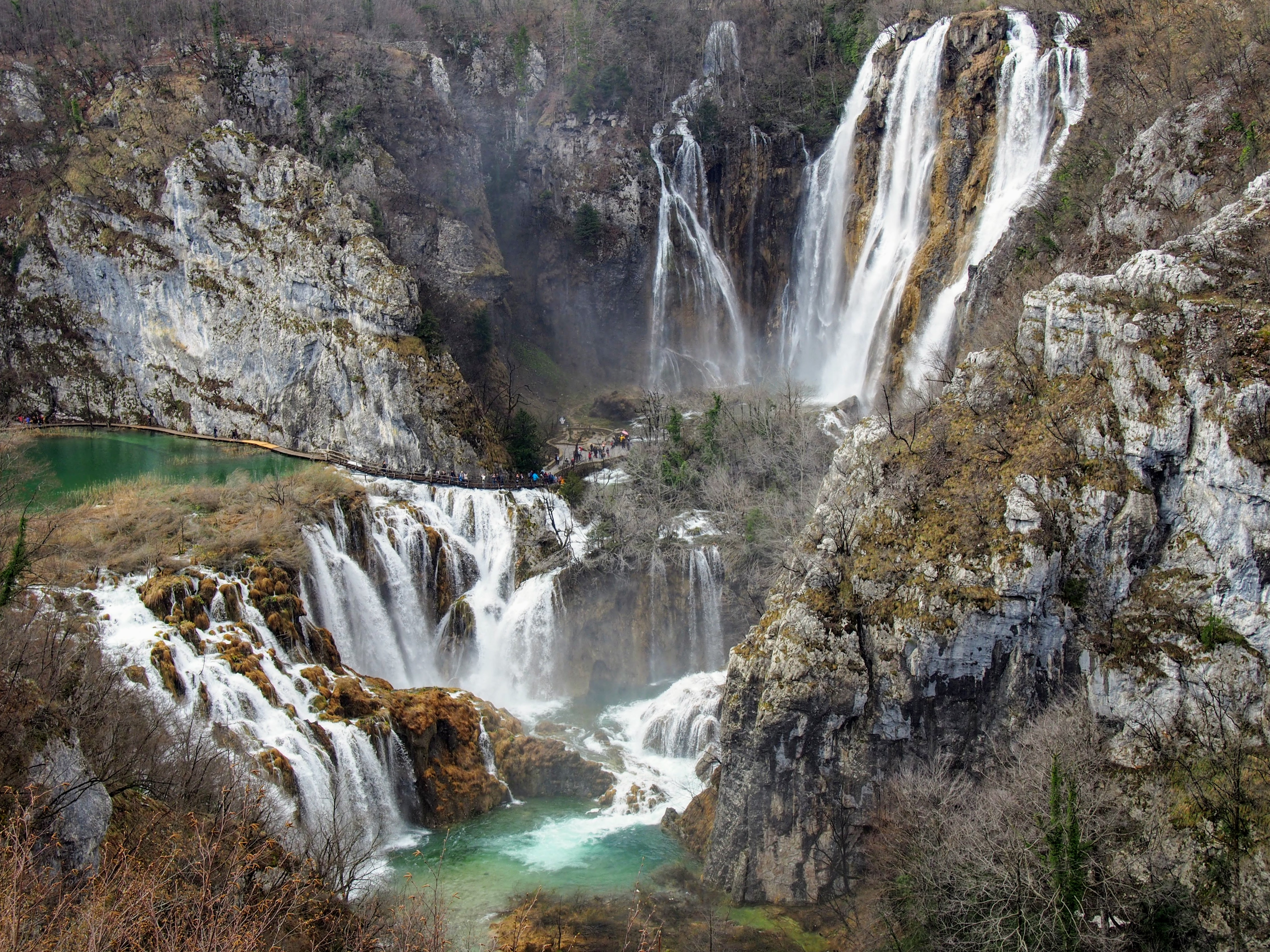
Chutes d'eau dans le parc national des lacs de Plitvice. Avril 2018.

### Situation et géomorphologie
Le parc des lacs de Plitvice se situe dans le Sud-Est de l'Europe, en Croatie, à mi-chemin entre Zagreb et Zadar. Il s'étale sur près de 29 685 ha, dont 200 ha recouverts de lacs. Il est à cheval sur deux comitats, avec plus de 90 % de son étendue située sur le comitat de Lika-Senj et le reste sur le comitat de Karlovac. Le plateau est délimité par deux massifs des Alpes dinariques : le Mala Kapela à l'ouest et le Lička Plješivica avec notamment le Medveđak à l'est. Les lacs sont situés à l'extrême nord de la Lika, dans la région de Kordun et sont formés par deux rivières et diverses sources souterraines ; ils donnent eux-mêmes naissance à la Korana, une rivière karstique de 134 km. Les grands axes routiers desservent la région du parc, comme ceux traversant d'Est en Ouest le pays (depuis la baie de Kvarner et le Gorski Kotar jusqu'à la Serbie ou la Bosnie) ou ceux reliant le Nord au Sud (depuis Zagreb vers l'Adriatique, comme l'A1 Zagreb-Split qui passe à 50 km à l'ouest du parc).
La région des lacs se trouve à l'interface de la plaine septentrionale et des montagnes karstiques des Alpes dinariques. L'altitude minimale du parc est de 367 m, correspondant à la partie la plus en aval de la Korana ; le point le plus élevé est le mont Seliški Vrh du massif de Mala Kapela culminant à 1 279 m d'altitude. Les roches karstiques forment principalement dolomie et calcaire, et le relief est donc agrémenté de formations telles que les dolines, les ouvalas, les poljés et les ponors.

### Hydrogéologie
« La quintessence des lacs de Plitvice est dans le travertin, les algues et les mousses… »

— Ivo Pevalek (hr)

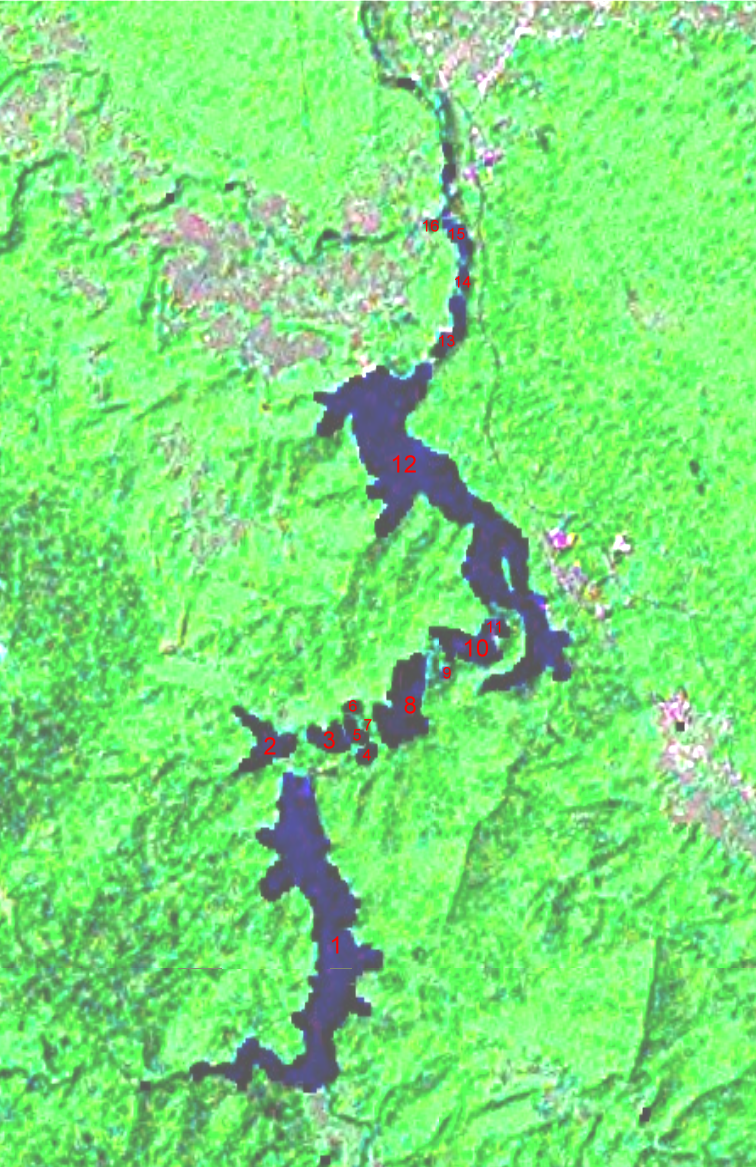
Vue satellite de la zone des lacs (luminosité retouchée).

Le relief du site a été créé de manière conjointe à la formation les Alpes dinariques, mais il a depuis, avec les lacs karstiques, sans cesse été façonné par l'eau érodant mécaniquement et chimiquement, pénétrant la roche, formant grottes, lacs et chutes d'eau. L'eau combinée au dioxyde de carbone du sol forme de l'acide carbonique qui dissout dolomite et calcaire des roches karstiques. L'eau s'évapore dans les lacs exposés à l'extérieur ou perd son dioxyde de carbone lors de turbulences, et cause la précipitation puis le dépôt du calcaire. Si celui-ci se fait sur un substrat imperméable, comme c'est le cas des lacs supérieurs du parc, il mène à la formation des barrières de travertin qui séparent les lacs entre eux en emprisonnant également des mousses et autres plantes comme Palustriella commutata ou Bryum pseudotriquetrum. Ce phénomène géologique, dont l'ancienneté ne dépasserait pas quatre millénaires, se poursuit aujourd'hui et en modifie constamment l'aspect. C'est lui qui fait la beauté et l'attrait du parc, tout comme au parc national de Krka, notable pour les mêmes types de paysage. La chimie n'est peut-être pas l'unique actrice de la formation du travertin, et des micro-organismes sont jugés susceptibles de créer cette roche sédimentaire dès les années 1920 par le scientifique Ivo Pevalek (hr), qui essaya le premier de protéger le parc des activités humaines,.

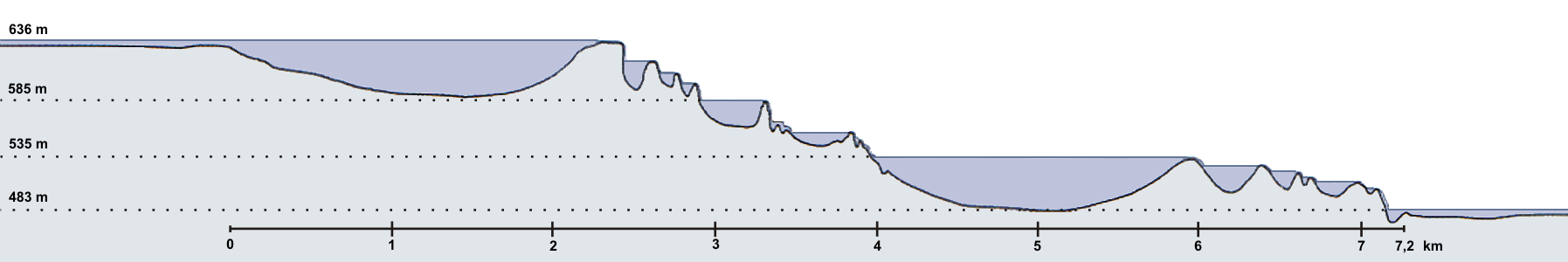
Vue en coupe de l'étagement des principaux lacs.

Deux sources principales alimentent la partie la plus en amont et la plus au sud du système hydrologique : la rivière noire (Crna rijeka), qui prend sa source à 670 m d'altitude et mesure deux kilomètres de long, et qui doit son nom aux mousses sombres qui tapissent son lit ; la rivière blanche (Bijela rijeka), qui prend sa source au col Čudin Klanac, qui doit son nom au sable blanc, d'origine karstique, qui sort à sa source. Ces deux rivières forment la Matica qui se jette, avec d'autres cours pérennes bien que de débits moins importants, dans le lac Prošćansko. Celui-ci est le premier lac d'un défilé d'autres tous reliés et se succédant en cascade sur un dénivelé cumulé de 158 m. Les douze premiers de ces lacs sont nommés « lacs supérieurs » (Gornja jezera), les quatre suivants « lacs inférieurs » (Donja jezera),.

#### Lacs supérieurs
Ces lacs se succèdent dans un relief évasé et avec un dénivelé relativement faible. Contrairement aux lacs inférieurs, la roche est majoritairement dolomitique, légèrement plus dure que le calcaire et moins perméable à l'eau. Par altitude décroissante, on nomme principalement :
- le lac Prošćansko : situé à 636 m d'altitude, il doit son nom aux pieux (prošća en croate) ou, selon la légende dite de la Reine Noire, aux prières (prošna en croate) exaucées qu'aurait formulé la population à cette reine lors d'une sécheresse afin qu'elle fît tomber la pluie, pluie qui aurait formé les lacs. C'est le deuxième lac par sa superficie de 68 ha (longueur de 2 100 m et largeur variant entre 180 et 400 m) et atteint une profondeur maximale de 37 m ;
- le lac Ciginovac : situé à 620 m d'altitude, il doit son nom à la légende racontant qu'un gitan (tzigane se disant cigan ou cigino en croate) s'y serait noyé lors d'une pêche. En plus des eaux provenant du Prošćansko, le lac Ciginovac serait vraisemblablement aussi alimenté par des sources souterraines. Ce lac a une superficie de 7,5 ha avec une profondeur maximale de onze mètres ;
- le lac Okrugljak veliko : situé à 613 m d'altitude, il doit son nom à sa forme vaguement ronde (okrugla). Il est alimenté par le lac Ciginovac dont les eaux forment une cascade de sept mètres de haut, tandis que les eaux du Prošćansko arrivent à travers une barrière de travertin pour former la chute Labudovac, de 20 m de haut. Ce lac a une superficie de 4,1 ha et une profondeur maximale de 15 m ;
- le lac Batinovac ou Bakinovac : situé à 610 m d'altitude, son nom viendrait d'un paysan Batinić qui s'y serait noyé ou d'une grand-mère (baka) qui venait y ramasser des herbes pour ses potions. Ce lac a une superficie de 1,5 ha pour une profondeur maximale de cinq mètres ;
- le lac Veliko ou Jovinovac veliki : situé à 607 m d'altitude, son nom signifie « grand lac » ; il fait partie d'un groupement de petits plans d'eau en contrebas du lac Okrugljak. C'est d'ailleurs ce dernier qui l'alimente principalement. Ce lac a une superficie de deux hectares et une profondeur maximale de huit mètres ;
- le lac Malo ou Jovinovac mali : situé à 605 m d'altitude, son nom signifie « petit lac » ; il est notable pour la végétation basse qui le recouvre et par ses nombreuses petites chutes. Ce lac a une superficie de 2 ha pour une profondeur de 10 m ;
- le lac Vir : ce lac est situé à 598 m d'altitude. En croate, le mot vir désigne un « tourbillon d'eau » ; la végétation basse couvre également ce lac. Il a une superficie de 0,6 ha et une profondeur de quatre mètres ;
- le lac Galovac : situé à 582 m d'altitude, son nom provient du capitaine Gal qui a battu l'envahisseur turc au XVe siècle, ou peut-être de Galović, chef de brigands. Il est alimenté à travers une barrière de travertin où se regroupent les eaux de plusieurs des lacs précédents, notamment celle du lac Batinovak, dont les eaux forment une cascade de 28 m dans le coin sud-ouest de la barrière, et celles des lacs Vir, Veliko et Malo dont les eaux surmontent une barrière de travertin en créant un mur de chutes d'eau sur 200 m de long et de plus de 20 m de haut appelées « Prštavci ». La chute Galovac se trouve parmi elles, et était, avant d'être partiellement obstruée par l'abattage d'arbres lors de la guerre serbo-croate, la plus remarquable des cascades des lacs supérieurs ; une plaque commémorant le professeur Ivo Pevalek (hr) est placée sur le sentier l'approchant. Ce lac mesure 200 m de long, avec une superficie de 12,5 ha qui en fait le troisième des plus grands lacs du parc ; il atteint sa profondeur maximale de 24 m dans sa partie nord ;
- le lac Milino jezero : situé à 564 m d'altitude, il doit son nom à Mile Mirić, de la ville de Mirić Štropina. Bien que personne n'y pêchât, il aurait tenté d'y prendre du poisson et, marchant sur du bois pourri, serait tombé dans l'eau du lac et s'y serait noyé. Pourtant la profondeur de ce lac d'une superficie d'un hectare est proche du mètre ;
- le lac Gradinsko : situé à 553 m d'altitude, son nom vient d'une ancienne fortification (gradina) entre lui et le lac Kozjac. Parmi ses particularités, on trouve plusieurs barrières de travertin qui s'élèvent sous la surface des eaux, et une grande variabilité de profondeur, donc de couleur. Ce lac a une superficie de 8,1 ha et atteint sa profondeur maximale de dix mètres dans sa partie ouest ;
- les lacs Burgeti ou Bukovi : ils sont situés à 534 m d'altitude. C'est une formation de petits bassins séparés par le travertin qui doivent leur nom aux eaux agitées (uzburkan en croate) des zones peu profondes. Ils couvrent une superficie de 0,6 ha pour une profondeur de deux mètres ;
- le lac Kozjak ou Jezero Kozjac : situé à 534 m d'altitude, il termine l'enchaînement des lacs supérieurs. Il doit son nom à la légende racontant qu'une trentaine de chèvres (koza en croate) s'y seraient noyées. Il est alimenté secondairement par la Rječica, une rivière formée par de nombreuses sources originaires du versant est du Bijeli vrh, à 780 m d'altitude. Ce lac a une superficie de près de 81,5 ha, ce qui en fait le plus grand de tous, et une profondeur maximale de 46 m. Il mesure 2,35 km de long, et entre 135 et 670 m de large selon l'endroit. Au fond du lac se dresse encore aujourd'hui une ancienne barrière de travertin qui devait autrefois former une chute de plus, désormais engloutie quatre mètres sous la surface. Le lac Kozjak compte un îlot ovoïde de 1,4 ha, appelé « îlot de Stéphanie » en mémoire de Stéphanie de Belgique, qui visita le site à la fin des années 1800[9],[10].

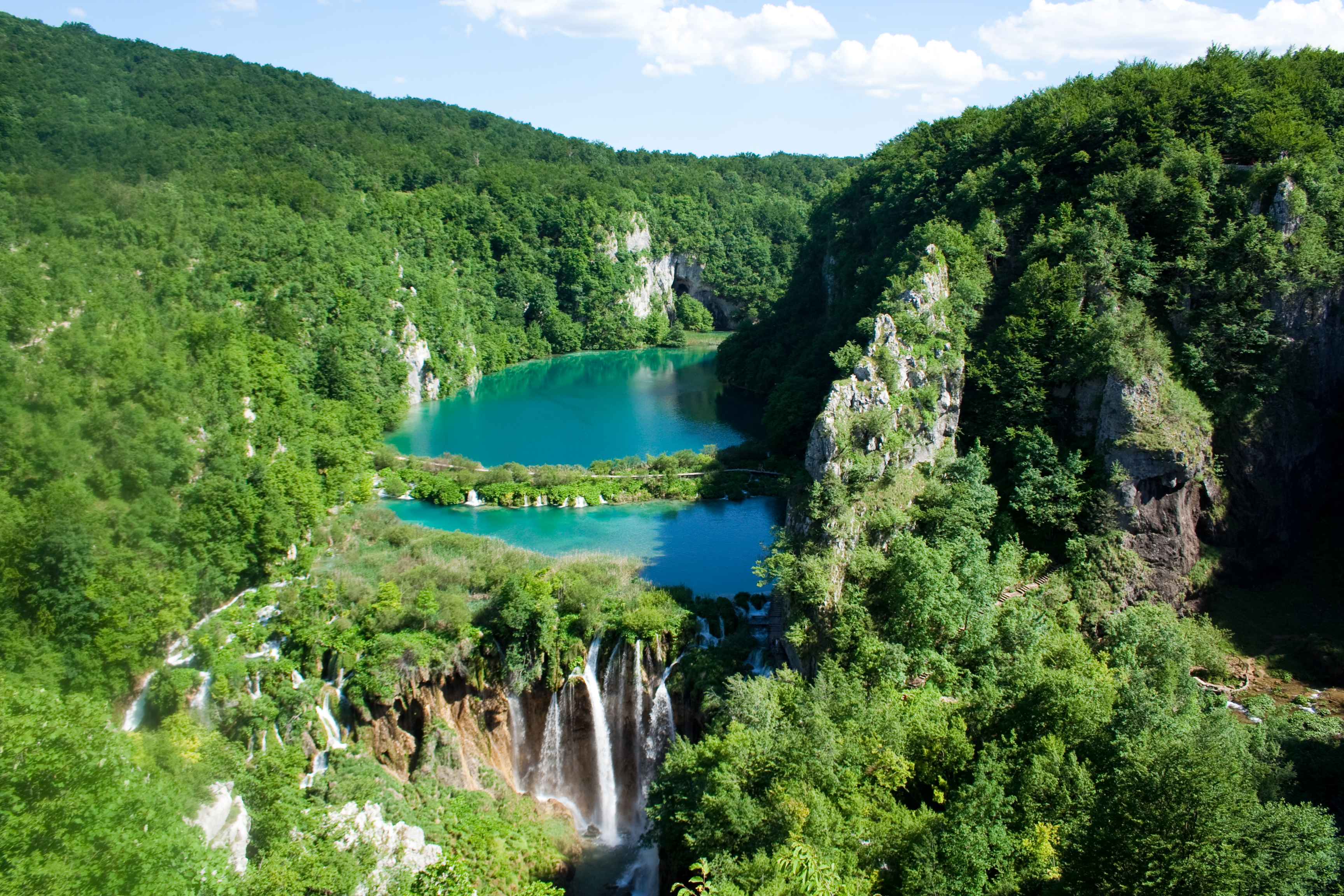
Les premiers lacs.
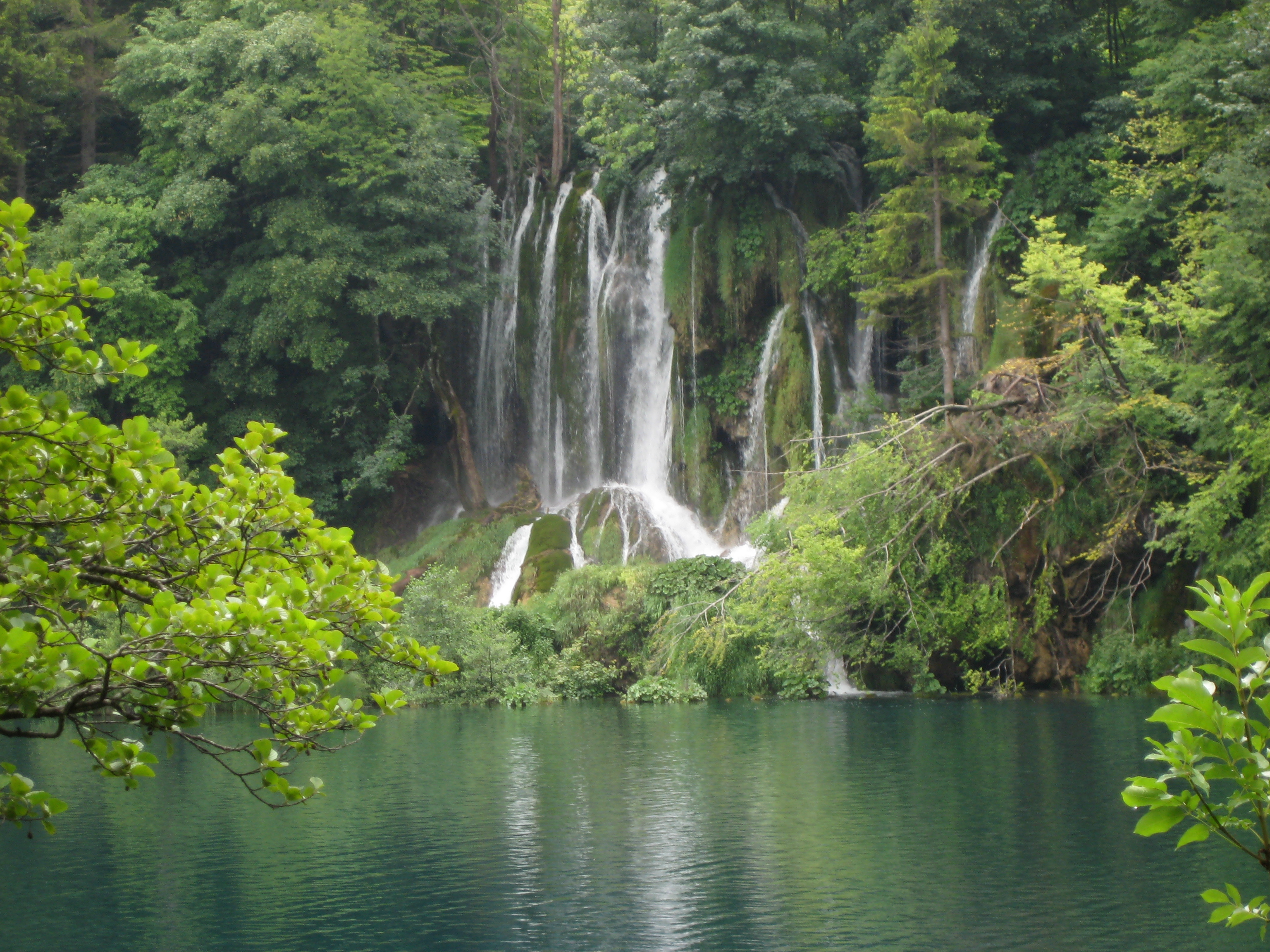
Une des premières chutes d'eau du parc.
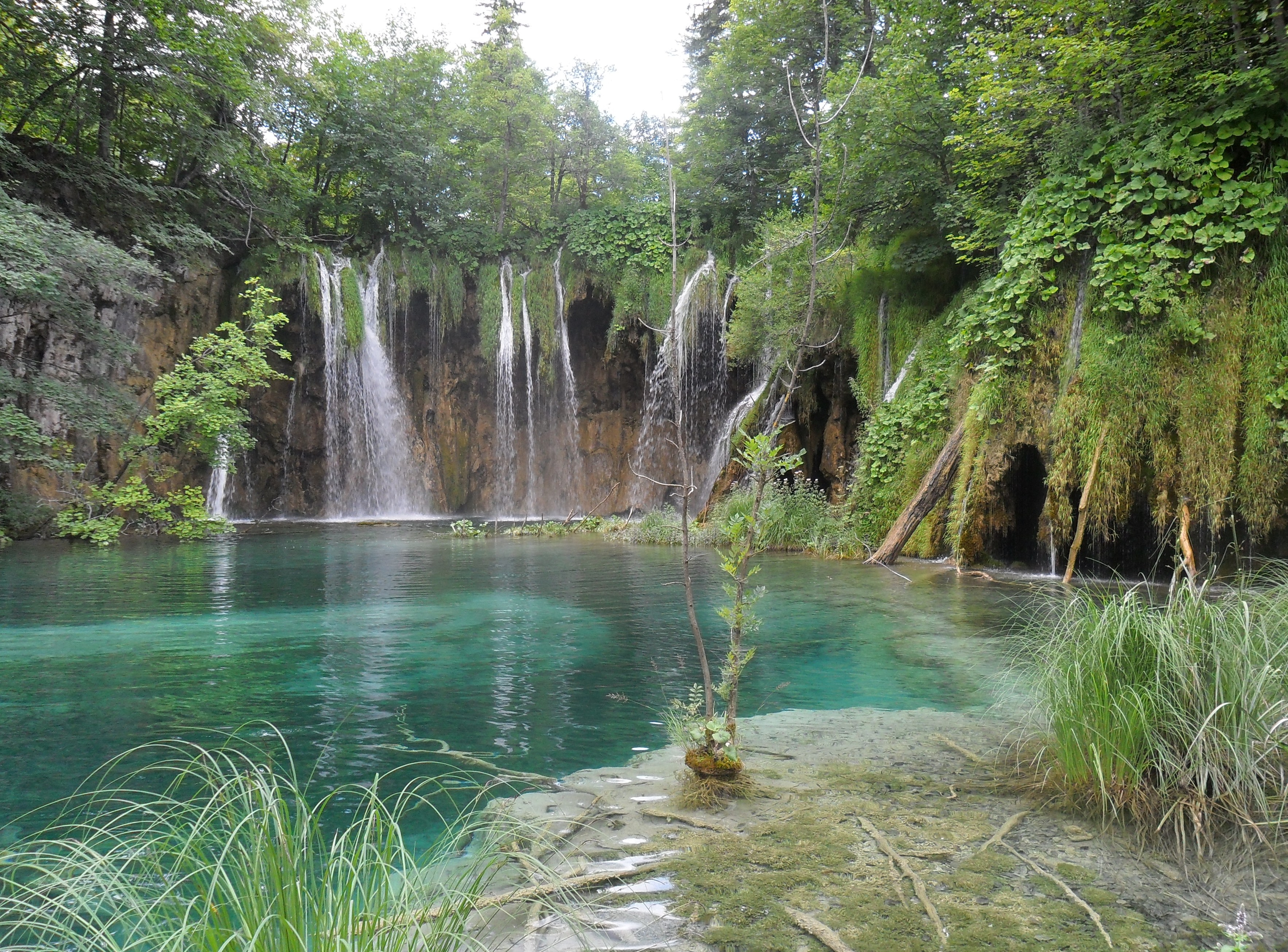
Chutes d'eau près du lac Gradinsko.
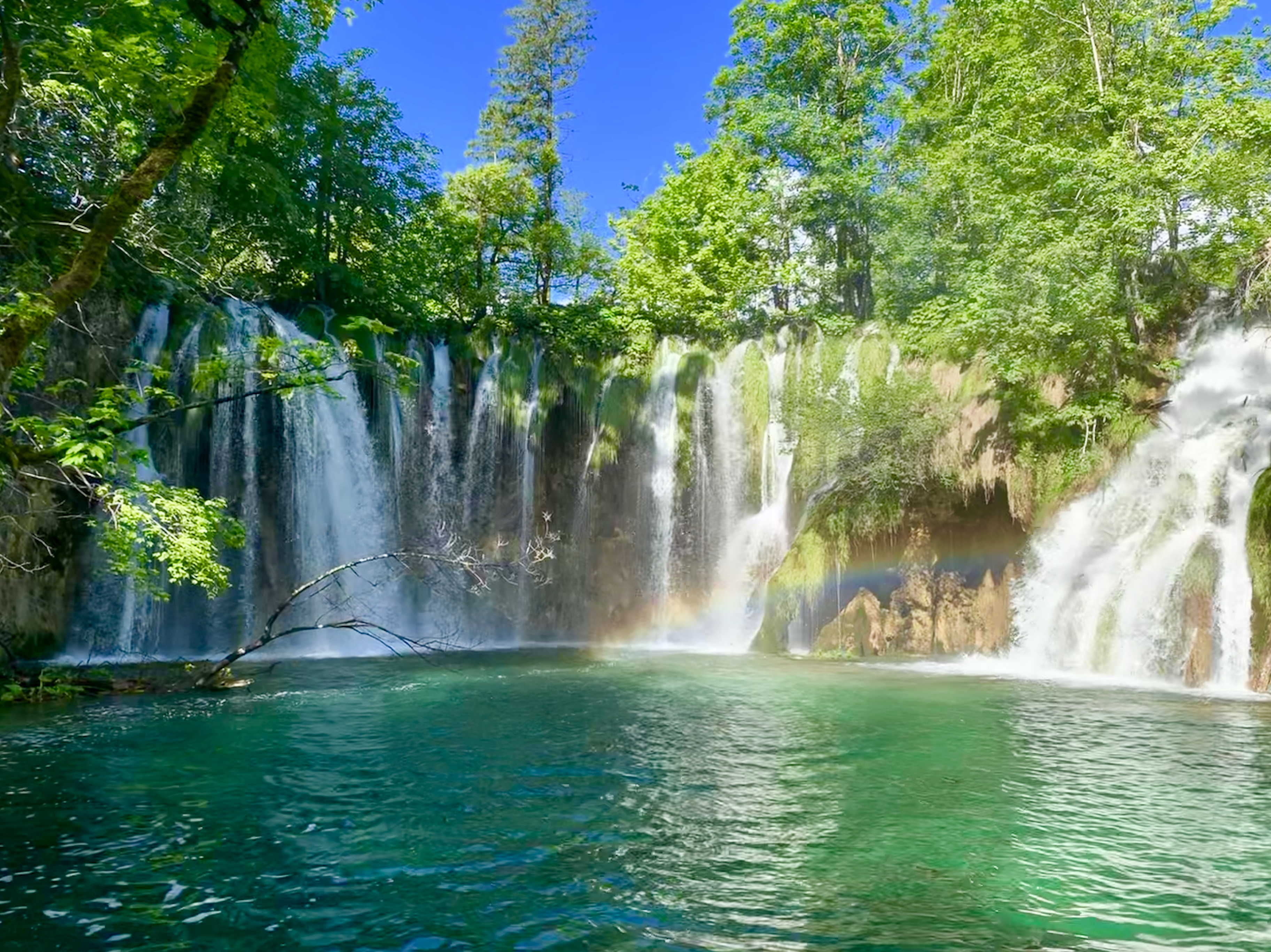
Un arc-en-ciel dans des chutes dans les lacs supérieurs de Plitvice.
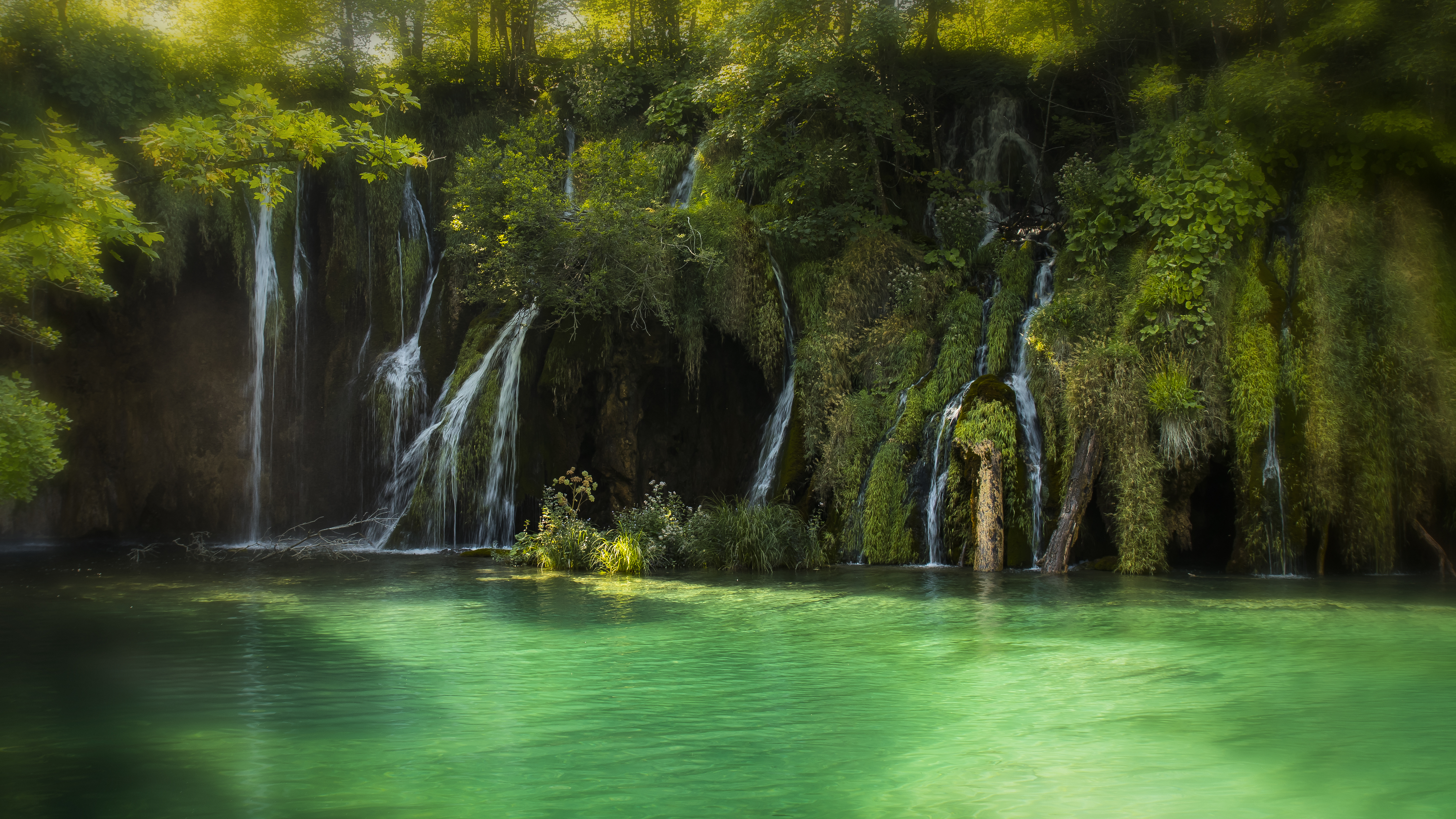
Petites chutes dans le grand parc national.
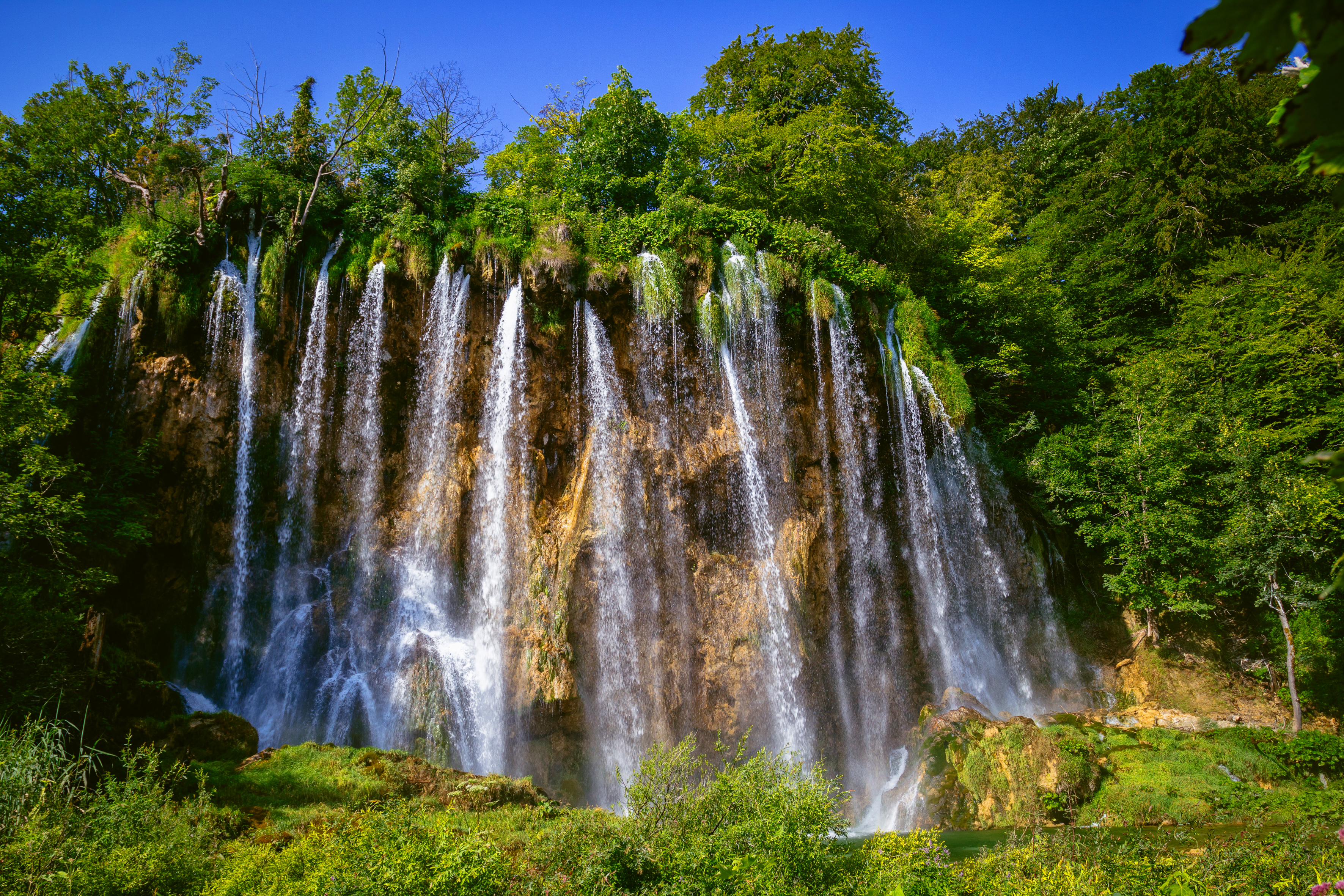
Chutes Veliki prštavac dans le parc. Juillet 2018.

#### Lacs inférieurs

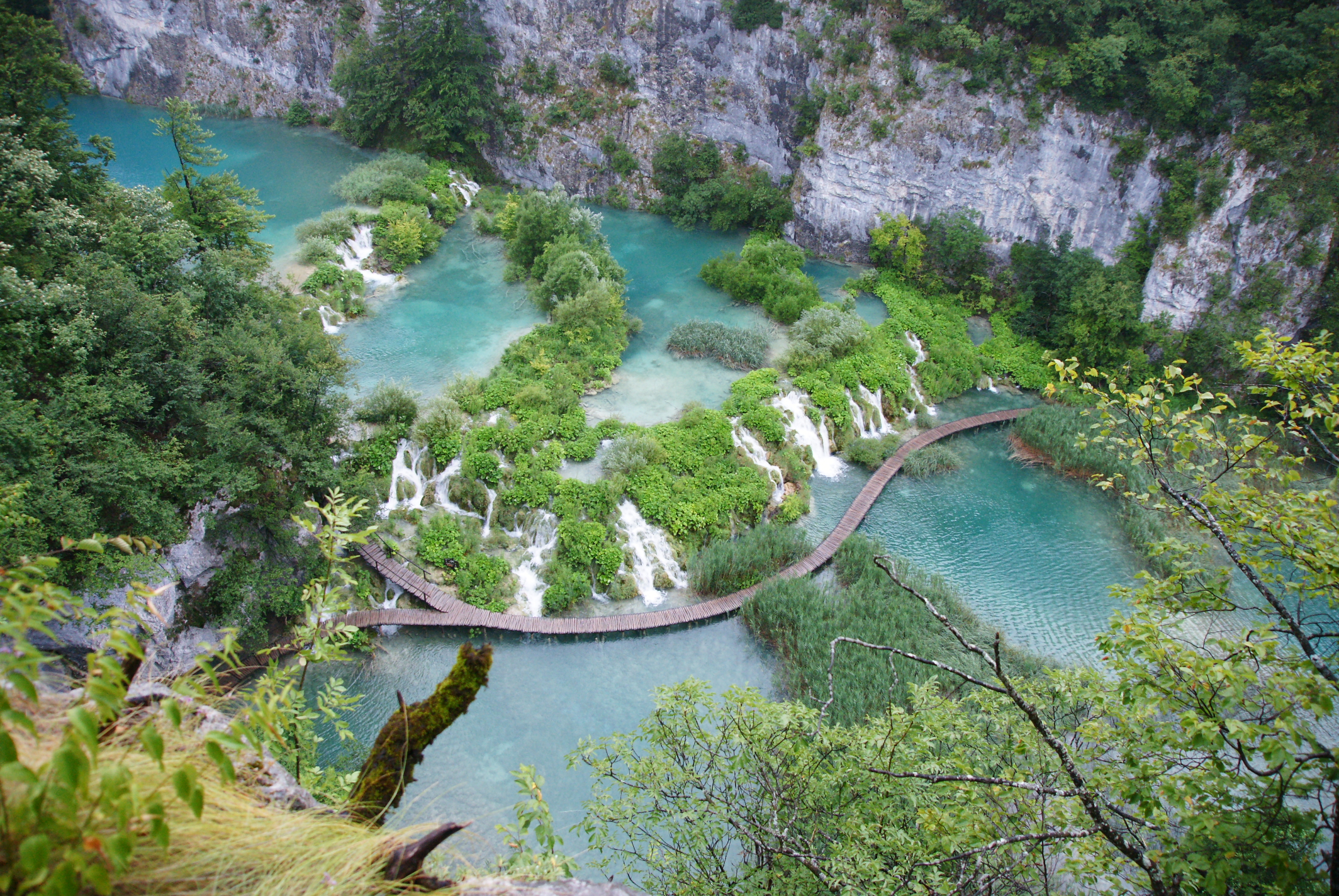
Chemin de randonnée dans les lacs inférieurs, vus depuis le haut du canyon.

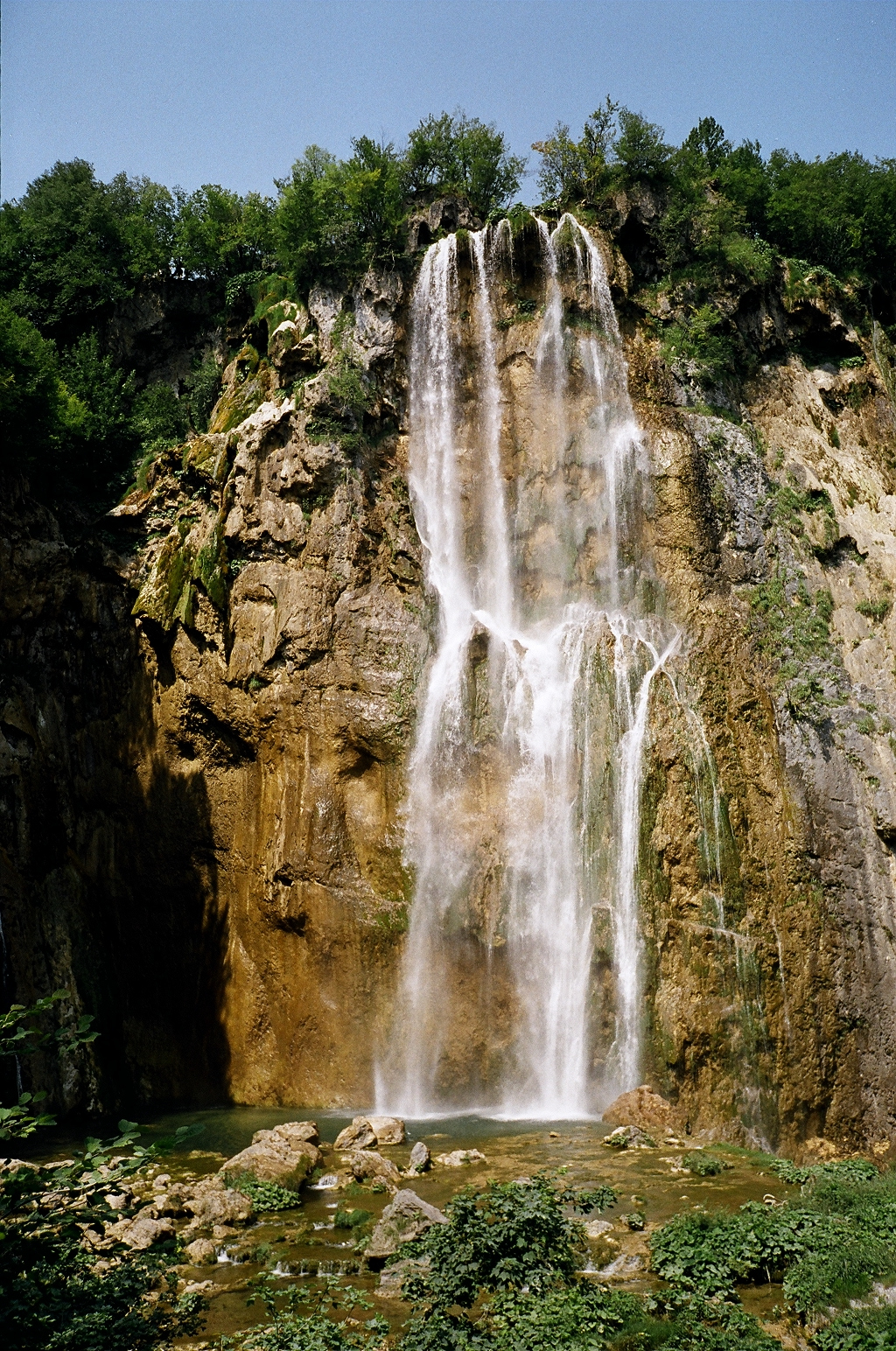
La « Grande cascade », d'une hauteur de 76 m.

Le second groupe est celui des « lacs inférieurs », qui forment un canyon calcaire à travers un relief escarpé. Ils se situent donc en aval du lac Kozjak soit, par altitude décroissante :
- le lac Milanovac : situé à 523 m d'altitude, il est bordé d'un sentier, et les roches qui le surplombent sont pourvues de nombreuses cavités. Avec ses 3,2 ha, c'est à la fois le premier et le plus grand des lacs inférieurs ; il atteint 18 m de profondeur ;
- le lac Gavanovac (0,7 ha) : situé à 514 m d'altitude, il doit son nom au trésor de Gavan que la légende dit disparu dans ce lac. Il est alimenté par le lac Milanovac via les chutes Milka Trnina, nommées en 1898 en honneur de la cantatrice croate éponyme. Celle-ci avait l'année précédente donné 1 992 couronnes pour aider à l'aménagement et l'embellissement du parc. Près de son bord se trouve la grotte bleue au niveau de l'eau, et plus haut, à flanc de canyon, la grotte Šupljara (« grotte supérieure »). Le lac Gavanovac mesure dix mètres de profondeur ;
- le lac Kaluđerovac : situé à 505 m d'altitude, il doit son nom à Kaluđerovo, un ermite qui vivait près de ses eaux et abrité par la roche. Les parois du canyon qui l'entourent sont des plus abruptes et mesurent près de 40 m de hauteur. Quelques roseaux poussent près de ses rives ; il est alimenté depuis le lac Gavanovac par les « grandes cascades ». Ce lac a une superficie de 2,1 ha pour treize mètres de profondeur ;
- le lac Novakovića-brod : situé à 503 m d'altitude, il mesure 90 m de large pour 50 m de long et est profond de trois mètres. C'est le lac le plus septentrional de tous. Il recueille en plus des eaux du lac Kaluđerovac l'eau de la rivière Plitvica, longue de 4 km et qui afflue 76 m au-dessus du lac Novakovića-brod ; en s'y déversant elle forme ainsi la plus haute des cascades croates[8].

### Grottes

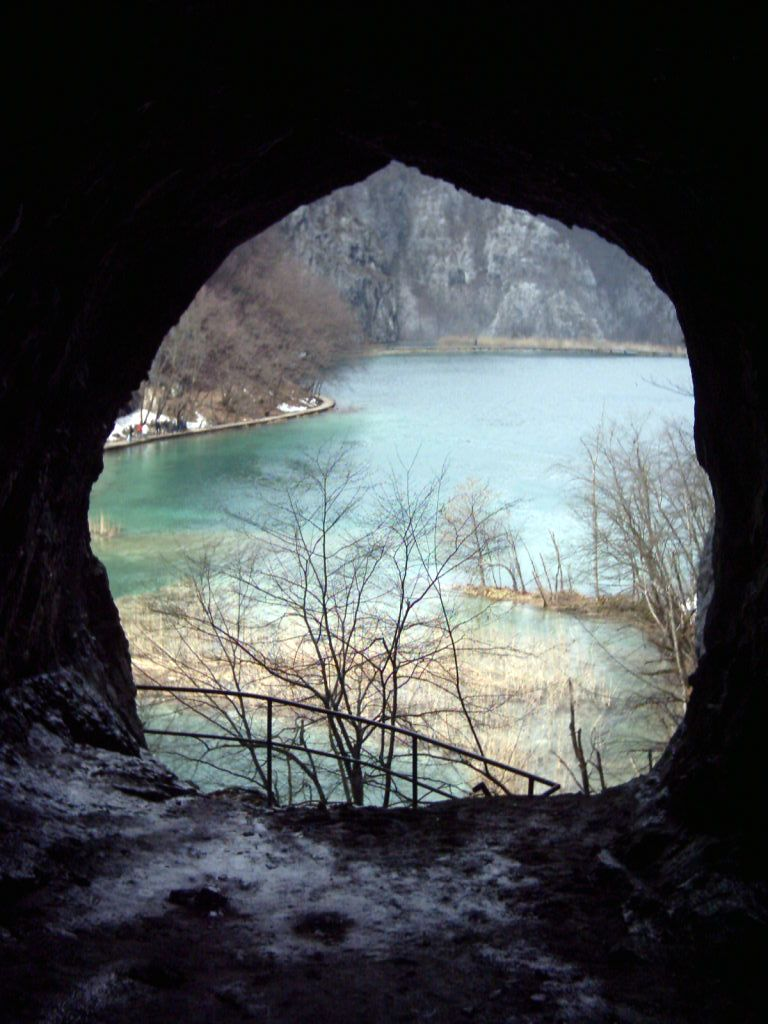
Vue sur un lac, depuis une grotte.

De nombreuses grottes calcaires ont été creusées par l'eau, et celles se trouvant près des lacs ont parfois été aménagées pour permettre leur visite par les touristes. C'est le cas de la grotte Supljara (Pecina Supljara) dont l'entrée mesure une vingtaine de mètres de haut, et qui est pourvue d'escaliers permettant d'accéder à son sommet, où un trou mène en surplomb des lacs, sur un chemin longeant le canyon des lacs inférieurs. La grotte Golubnjaca (Golubnjaca pecina) est également remarquable, avec ses deux entrées de 24 et 46 m de haut et ses 160 m de long. Elle se situe à la base du canyon et était autrefois électrifiée. D'autres grottes du parc offrent des intérêts paléontologiques et archéologiques, et ne sont de fait pas ouvertes aux visiteurs.

## Écosystème

### Climat
Le site présente un climat continental et montagnard dans les cols environnants les lacs, qui mesurent près de 700 ou 800 mètres. Aux étés doux et ensoleillés, mais pas excessivement chauds, succèdent des hivers rudes et neigeux. La température ne dépasse jamais 36 °C les jours les plus chauds, et même l'été les matinées restent fraîches. L'automne est court et agréable, finissant dès novembre avec les premières neiges ; l'hiver est le plus rude en janvier et février et la neige tient alors au sol durant 20 à 25 jours durant ces mois-ci, elle cesse de tomber fin mars, et les lacs sont généralement gelés et recouverts de neige en décembre et janvier ; le printemps tardif est froid et pluvieux. La température annuelle moyenne est de 8 à 10 °C et les précipitations annuelles de 1 200 à 1 400 mm. La température de l'eau des lacs Prošćansko et Kozjak augmente en été jusqu'à 24 °C.

### Flore

#### Abords des lacs

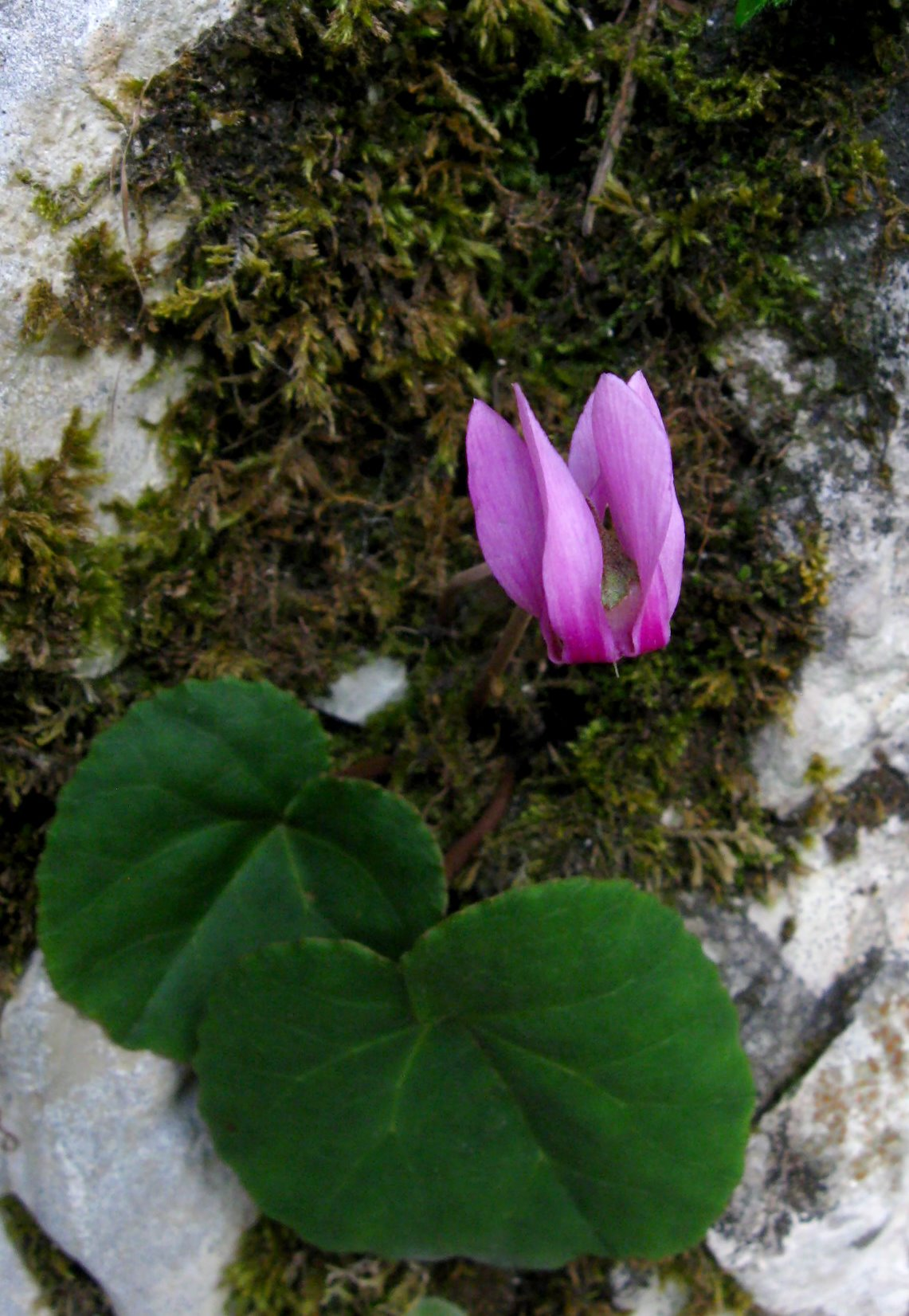
Cyclamen purpurascens dans le parc des lacs de Plitvice.

La flore du parc est riche et variée, comptant près de 1 400 espèces et sous-espèces, dont de nombreuses endémiques du site (25 espèces et sous-espèces), ou découvertes dans la région proche. Les prés humides se composent de la Scille des prés (Scilla litardierei), de l'édréanthe Edraianthus tenuifolius ou de la Renoncule thora (Ranunculus thora). Parmi les plantes rares on compte le Sabot de Vénus (Cypripedium calceolus), la Ligulaire de Sibérie (Ligularia sibirica) découverte en 1989 dans le parc qui en serait le site le plus méridional, la crépide Crepis conyzifolia, Telekia speciosa, la Drosera à feuilles rondes (Drosera rotundifolia) des lieux marécageux, la Petite utriculaire (Utricularia minor), une plante carnivore et aquatique et enfin Cladium mariscus, qui pousse sur les rivages des lacs. Parmi les plantes menacées et protégées on recense par exemple la Cardamine fausse-chélidoine (Cardamine chelidonia), le daphné Daphne blagayana, les lis Lilium bulbiferum et L. carniolicum, les primevères Primula kitaibeliana et P. wulfeniana, le fragon Ruscus hypoglossum et la Pivoine mâle (Paeonia mascula).
Les environs des lacs sont très boisés : le Hêtre (Fagus sylvatica), l'Érable à feuilles obtuses (Acer obtusatum) et les fustets Cotinus coggygria, ou « arbres à perruques », donnent un aspect diapré et changeant au fil des saisons. On trouve également six essences de saules (Salix spp.). Dans la partie sud pousse la bruyère carnée Erica carnea. Les abords des lacs voient croître trois espèces de pétasites : le Grand pétasite (Petasites hybridus), P. kablikianus et le Pétasite blanc (P. albus), ainsi que des menthes (Mentha spp.) et des carex (Carex spp.).
Parmi les plantes aquatiques, on compte Myriophyllum verticillatum qui tapisse le fond des lacs les moins profonds et le Roseau commun (Phragmites australis), mais aussi les polypogons Polypogon viridis qui forment les « barbes vertes » (zelena bradica) à travers les chutes d'eau, ou encore l'Eupatoire à feuilles de chanvre (Eupatorium cannabinum) qui croît près des cascades.

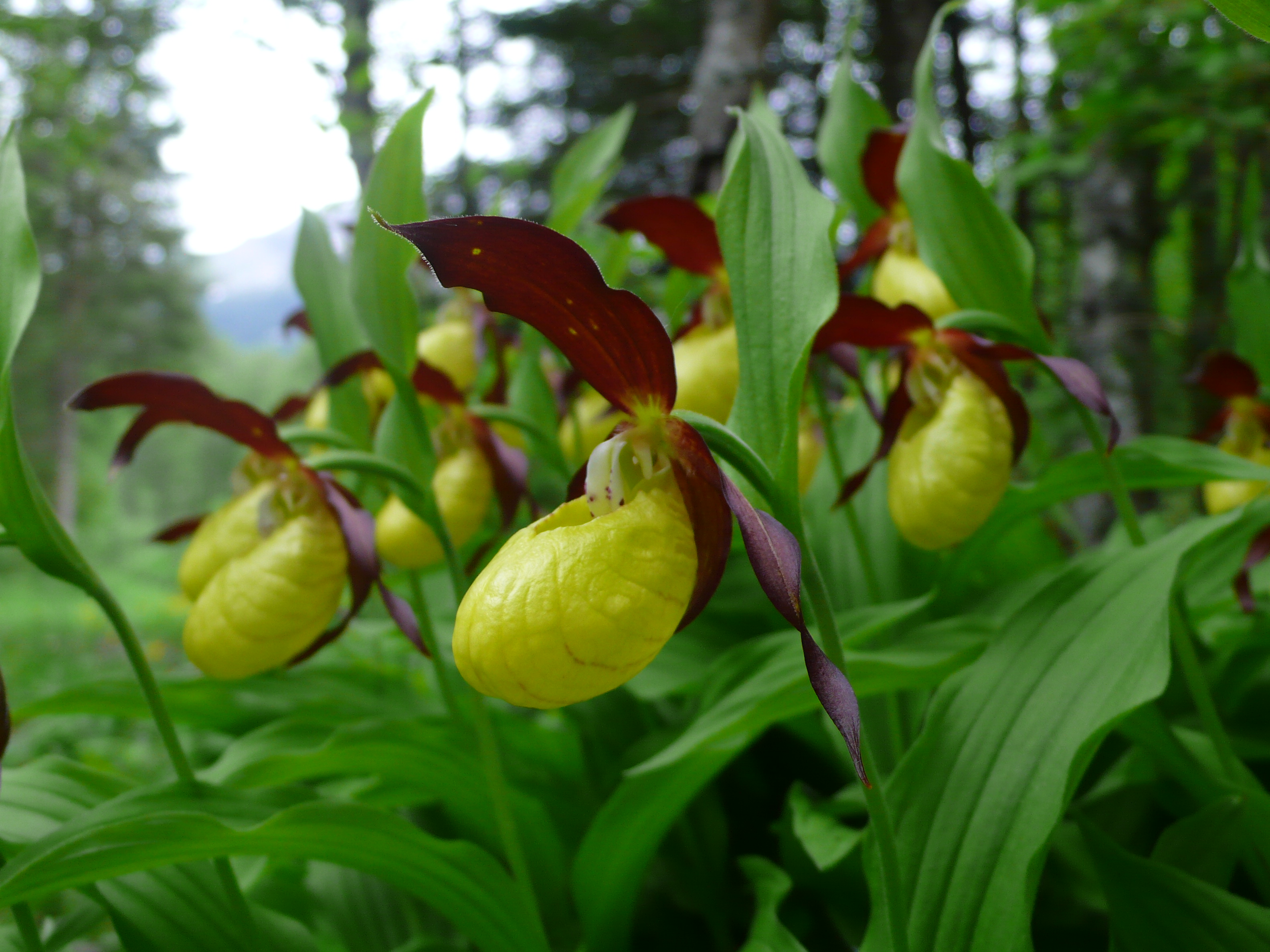
Sabot de Vénus (Cypripedium calceolus).
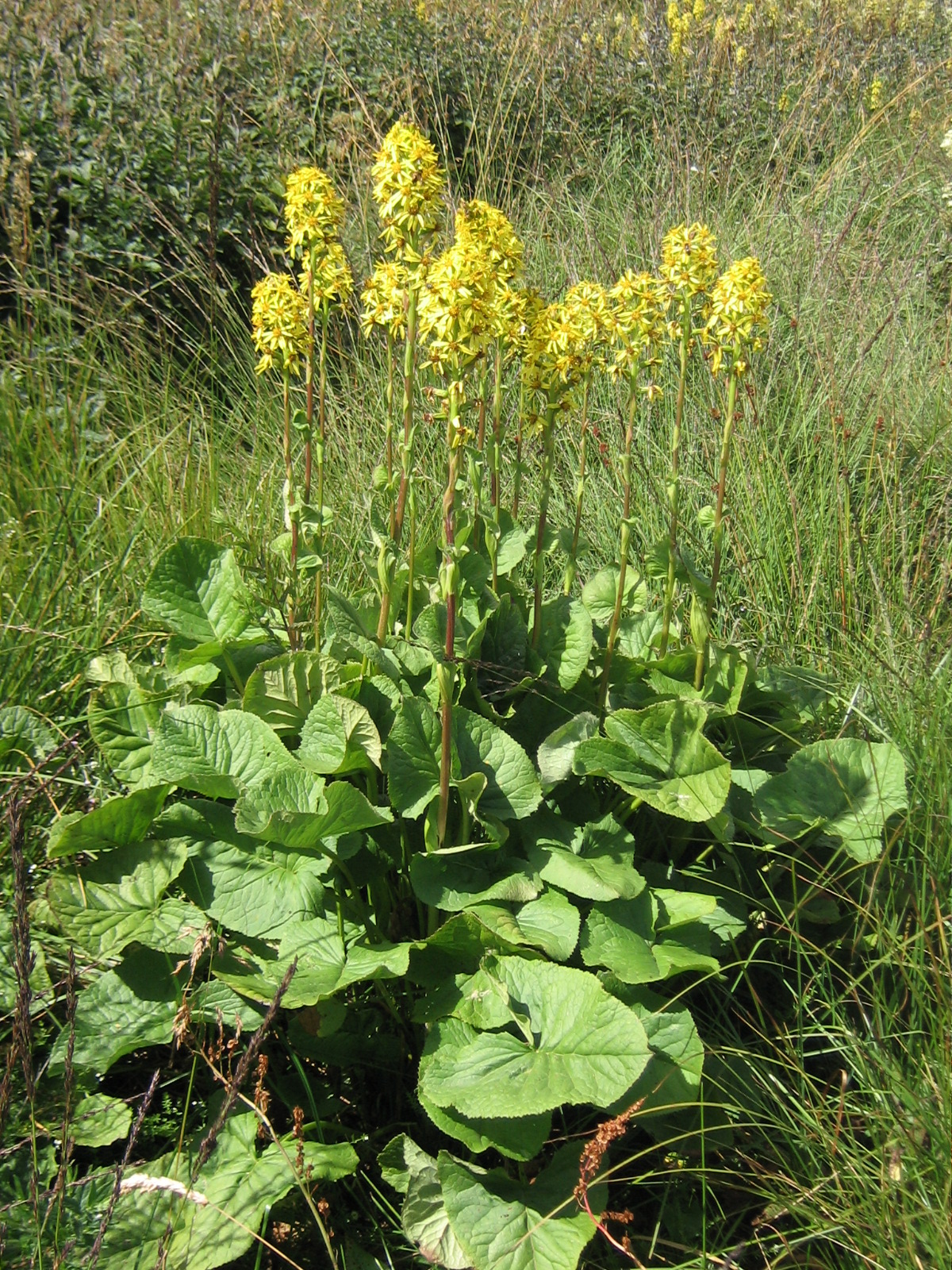
Ligulaire de Sibérie (Ligularia sibirica).
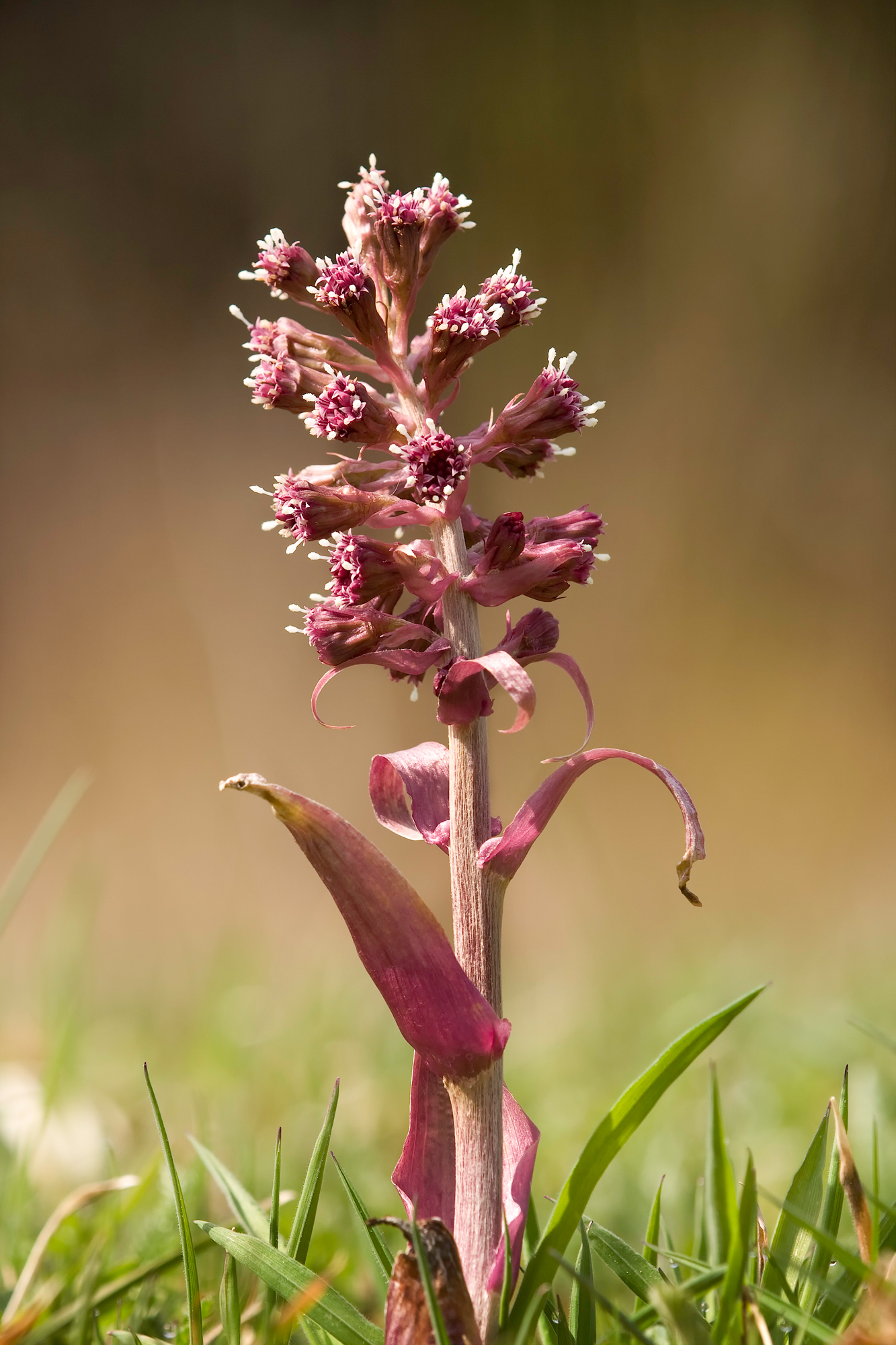
Grand pétasite (Petasites hybridus).
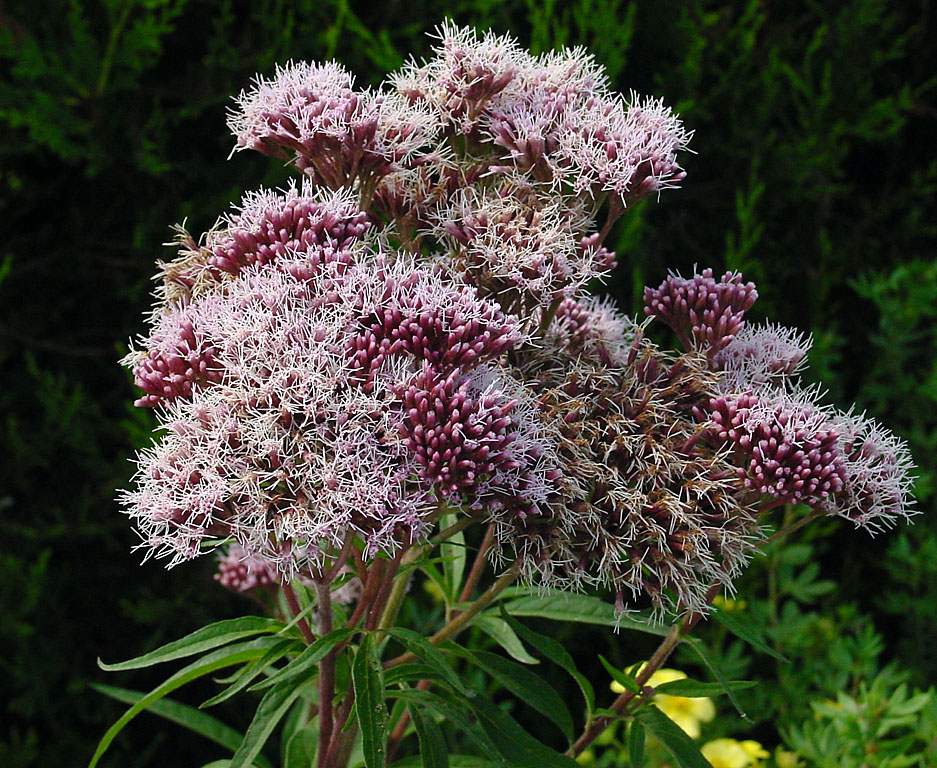
Eupatoire à feuilles de chanvre (Eupatorium cannabinum).

#### Forêts

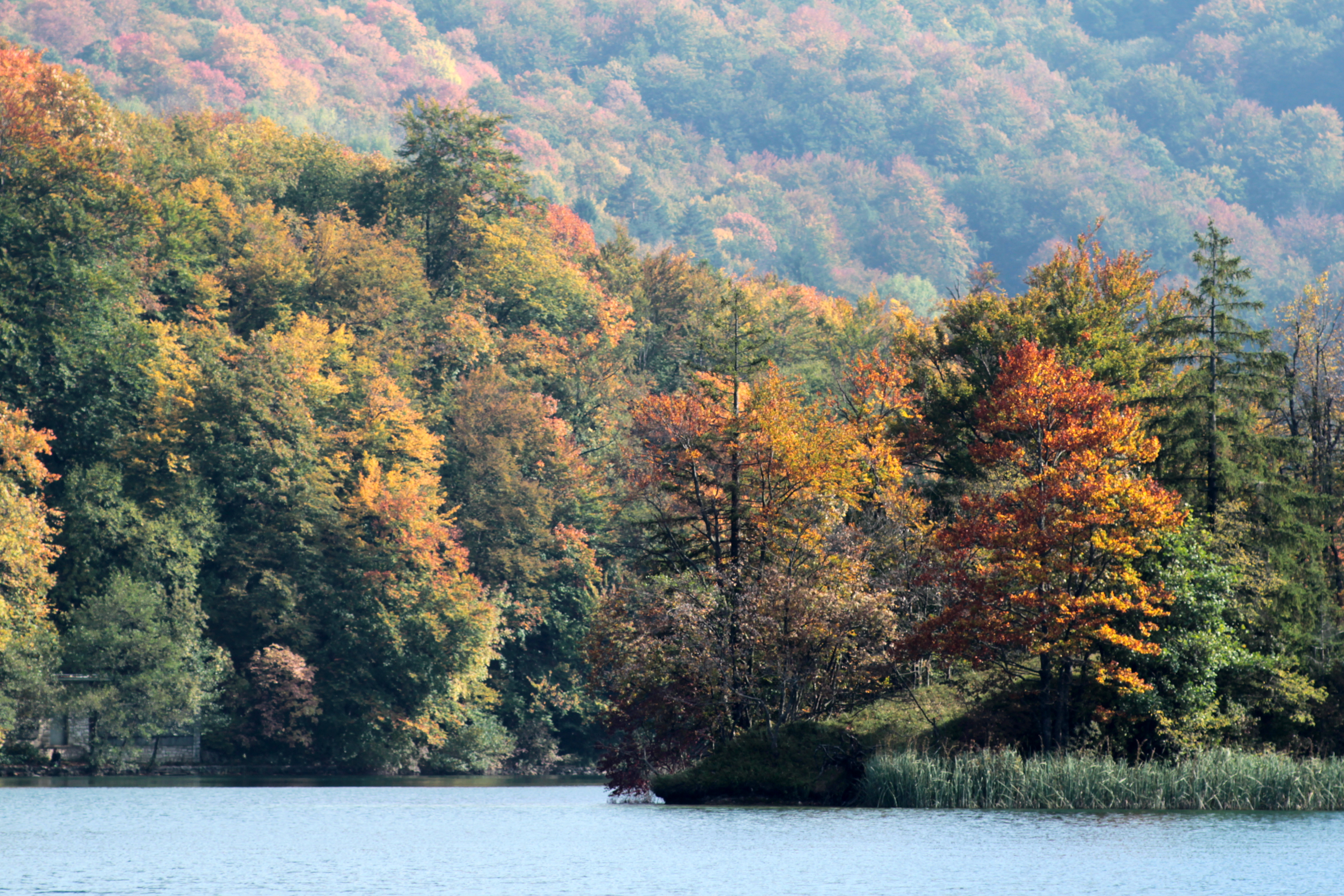
La forêt en arrière-plan d'un lac de Plitvice.

Les forêts du parc sont couvertes à près de 73 % de hêtres (Fagus sylvatica) ; les sapins couvrent quant à eux 22 % de la forêt, notamment le Sapin blanc (Abies alba). Les hêtres, ou plutôt l'association Lamium orvala-Fagetum sylvaticae domine dans tout l'étage collinéen, s'étalant depuis les abords des lacs jusqu'à 700 m d'altitude. Les seules autres espèces qui se font une place parmi eux sont l'Érable sycomore (Acer pseudoplatanus), l'Érable plane (Acer platanoides) et le Chêne rouvre (Quercus petraea). Au-dessus de 700 m, dans la forêt dinarique, prend place l'association Abieti-Fagetum dinaricum où le hêtre et le sapin dominent mais les autres essences sont mieux représentées. On trouve l'Épicéa commun (Picea abies), l'Érable sycomore et l'Orme de montagne (Ulmus glabra). Parmi les autres types de forêt rencontrés, on trouve parmi les essences le Pin noir (Pinus nigra), le Pin sylvestre (Pinus sylvestris), le Bouleau verruqueux (Betula pendula) et le Peuplier tremble (Populus tremula), des ostryas et des charmes. La forêt vierge « Čorkova uvala » est réputée pour ses hauts et gros arbres centenaires et les bois morts qui couvrent son sol. Elle est composée de 47 % de hêtres, 40 % de sapins, 13 % d'épicéas.

### Faune

#### Invertébrés

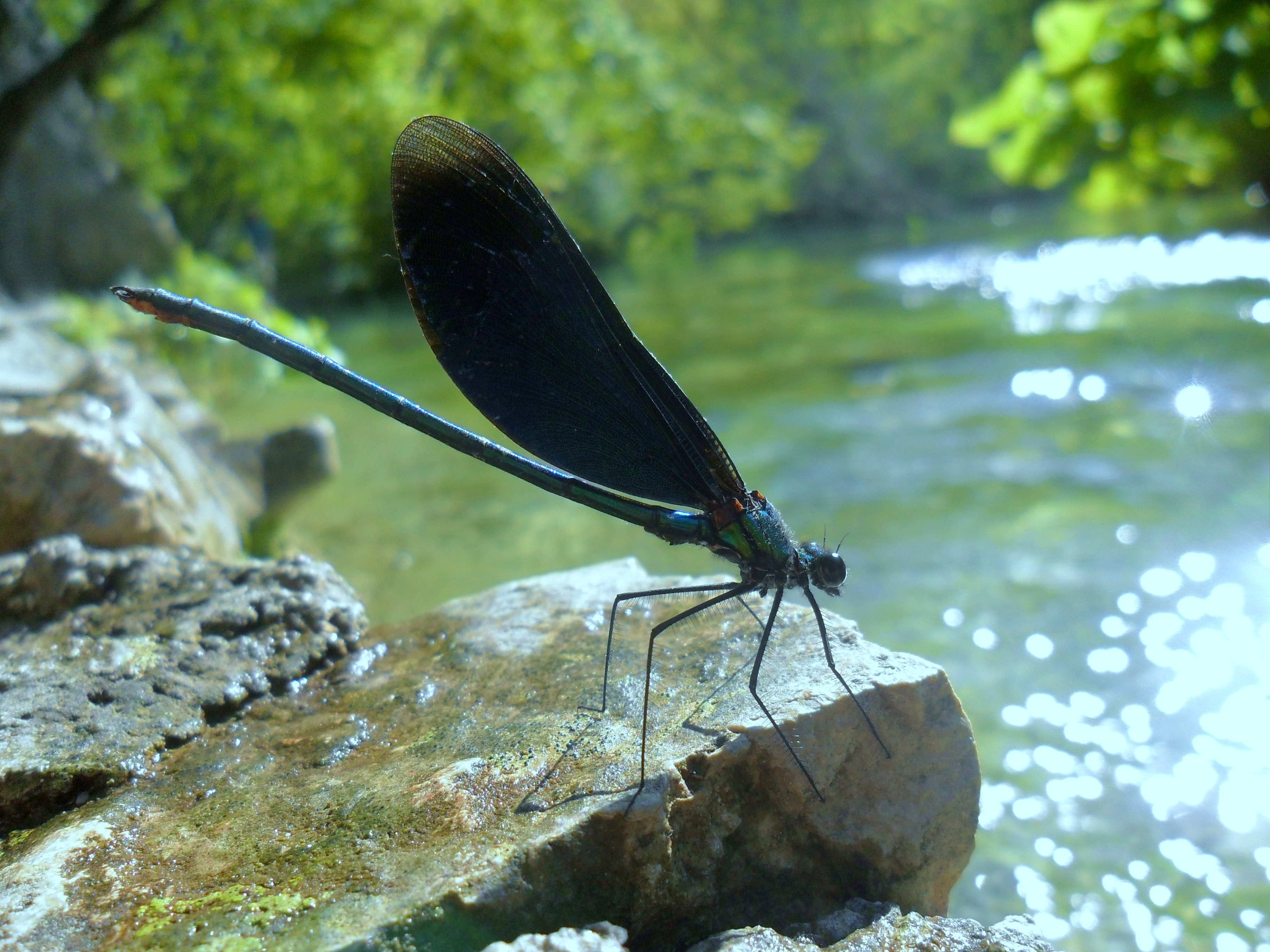
Calopteryx virgo mâle, une demoiselle appréciant les eaux vives, au bord de l'eau d'un des lacs de Plitvice.

On a dénombré près de 70 espèces de lépidoptères (papillons) dans le parc. Les lycénidés sont notamment représentés par l'Azuré du serpolet (Phengaris arion) et l'Azuré de la croisette (Phengaris rebeli), les papilionidés par le Machaon (Papilio machaon) et le Flambé (Iphiclides podalirius), les nymphalidés par le Vulcain (Vanessa atalanta), le Paon-du-jour (Aglais io), la Carte géographique (Araschnia levana) et la Belle-Dame (Vanessa cardui). On recense aussi quelques piéridés comme l'Aurore (Anthocharis cardamines), la Piéride du chou (Pieris brassicae), la Piéride de la moutarde (Leptidea sinapis) et le Citron (Gonepteryx rhamni). Parmi les Noctuoidea, on trouve la Noctuelle porphyre (Lycophotia porphyrea), l'Halias du chêne (Bena bicolorana), l'Avrilière (Moma alpium), l'Arlequinette jaune (Emmelia trabealis), la Méticuleuse (Phlogophora meticulosa), le Hibou (Noctua pronuba), l'Écaille martre (Arctia caja) et le Double oméga (Diloba caeruleocephala). Un trichoptère endémique du parc a été décrit : Drusus croaticus.
L'étude de la faune cavernicole a permis la description de nouvelles espèces comme le pseudoscorpion Neobisium speluncarium, de l'amphipode Niphargus rucneri ou du mille-pattes Attemsia likana. Un coléoptère, Machaerites udrzali, est lui endémique du parc ; globalement cette faune est menacée par la collecte illégale. Du côté des crustacés, les eaux des lacs sont notamment occupées par l'Écrevisse à pattes rouges (Astacus astacus).

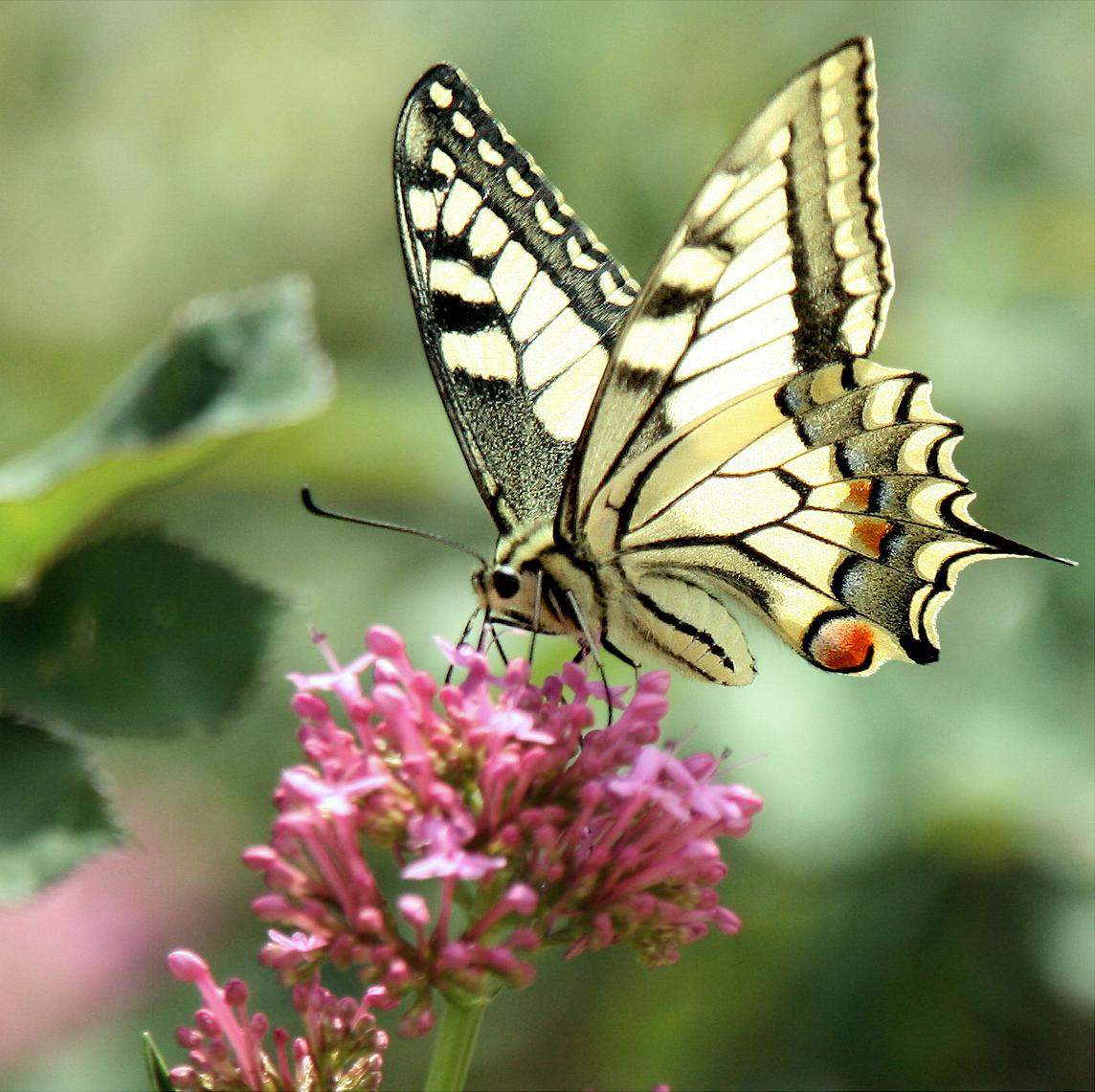
Machaon (Papilio machaon)
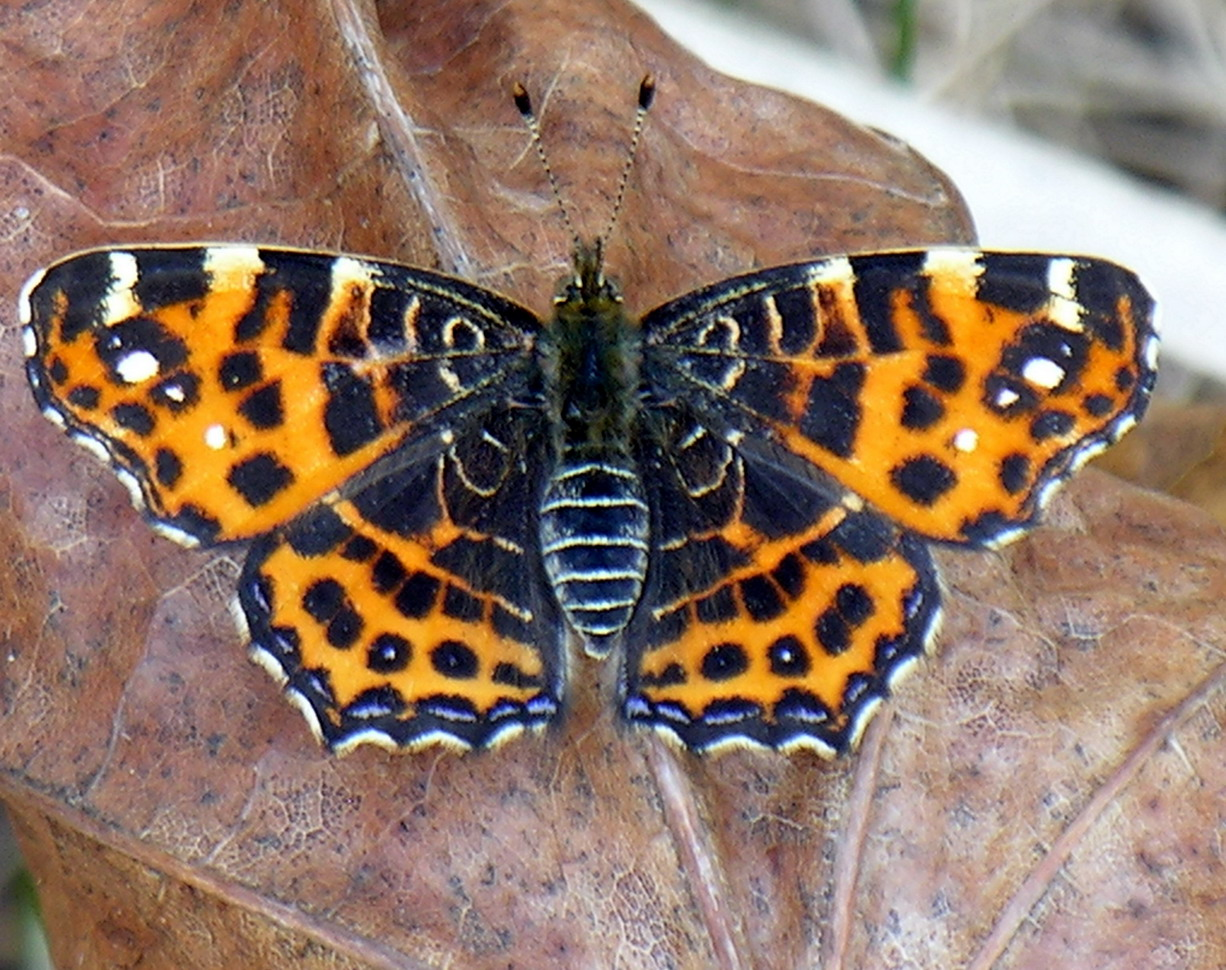
Carte géographique (Araschnia levana)
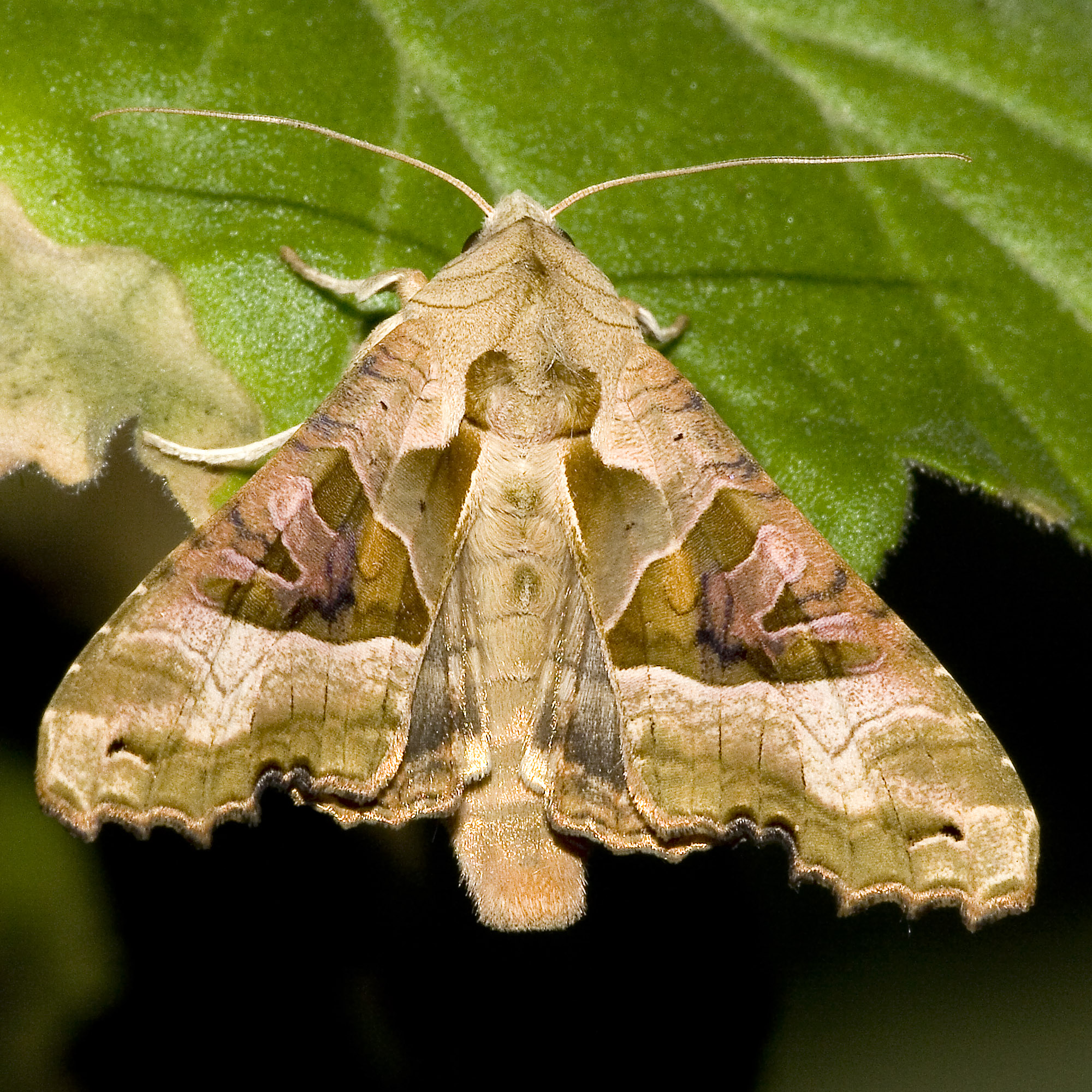
Méticuleuse (Phlogophora meticulosa)
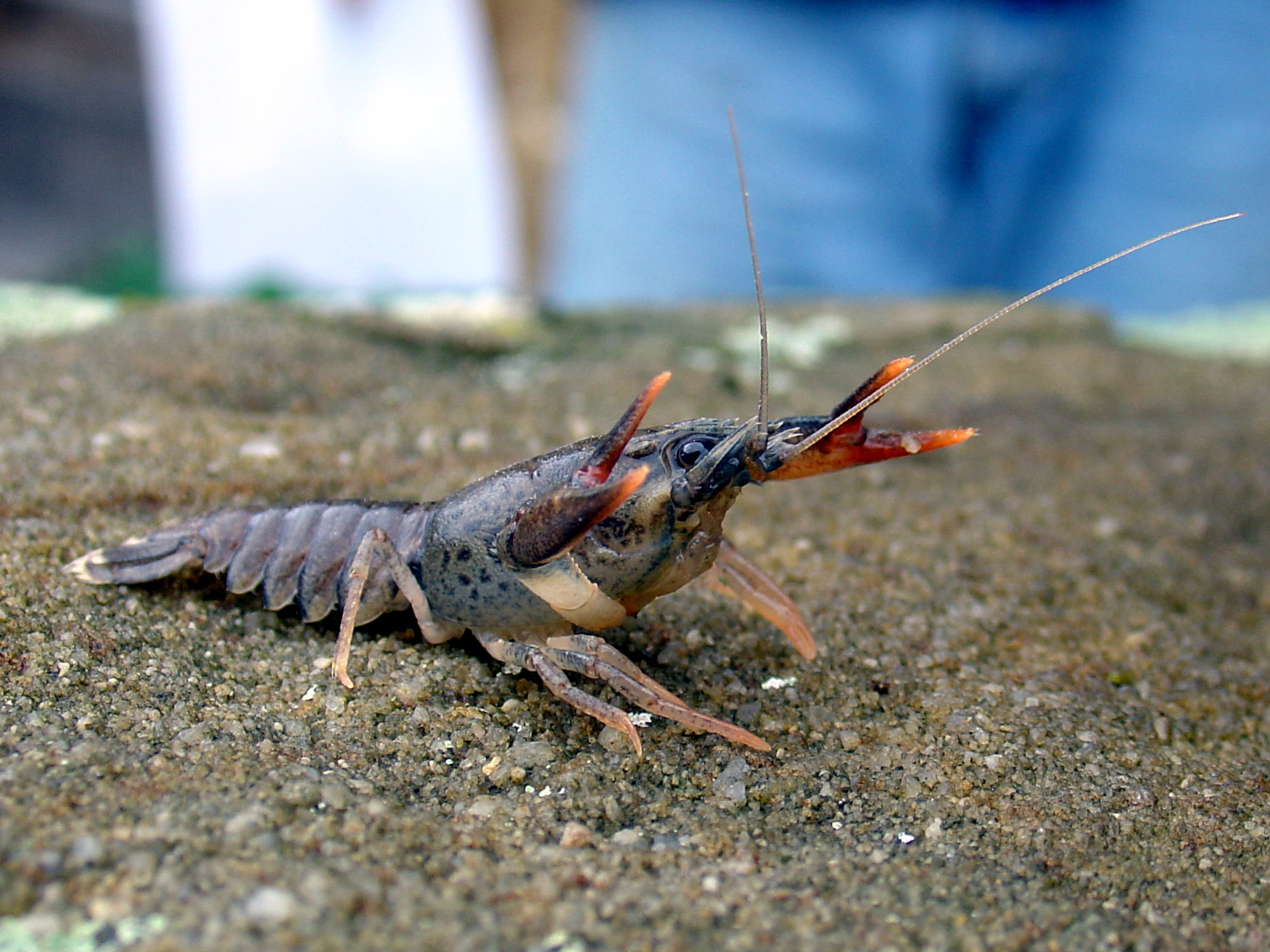
Écrevisse à pattes rouges (Astacus astacus)

#### Vertébrés

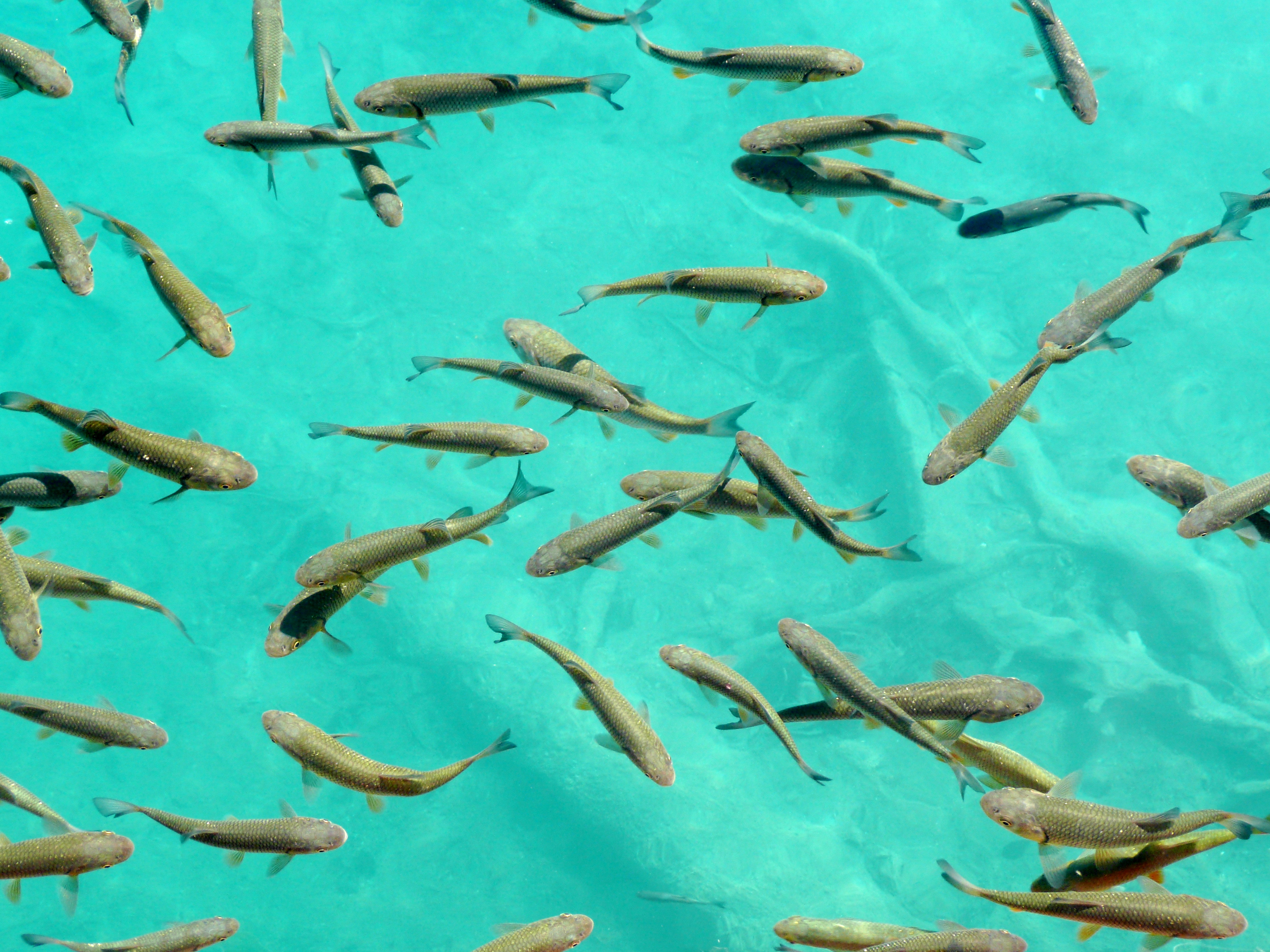
Chevesnes (Squalius cephalus) dans l'eau des lacs de Plitvice.

##### Poissons
Plusieurs espèces de poissons prolifèrent dans les eaux des lacs. Ces derniers étant en altitude et peu eutrophisés, ils recueillent la Truite de rivière (Salmo trutta), notamment la truite de lac (S. t. lacustris) et la truite fario (S. t. fario), ainsi que la Truite arc-en-ciel (Oncorhynchus mykiss). On trouve également le Chevesne (Squalius cephalus), le Rotengle (Scardinius erythrophthalmus), le Vairon (Phoxinus phoxinus) et l'Omble chevalier (Salvelinus alpinus).

##### Amphibiens
Divers amphibiens vivent près des eaux dont la Salamandre tachetée (Salamandra salamandra), la Salamandre noire (Salamandra atra), le Triton alpestre (Ichthyosaura alpestris), le Triton commun (Lissotriton vulgaris) et Triturus carnifex pour les urodèles ; les anoures sont représentés par la Grenouille rousse (Rana temporaria), la Grenouille agile (Rana dalmatina), la Rainette verte (Hyla arborea), le Crapaud commun (Bufo bufo) et le Sonneur à ventre jaune (Bombina variegata),. La présence du Protée anguillard (Proteus anguinus) est incertaine, même si certains indices laissent à croire qu'il pourrait habiter le sous-sol du parc.

##### Reptiles
Les reptiles sont représentés dans le parc par deux lacertidés, le Lézard vivipare (Zootoca vivipara) et le Lézard vert (Lacerta viridis), trois serpents, soit la Couleuvre tessellée (Natrix tessellata), la Couleuvre à collier (Natrix natrix) et la Vipère cornue (Vipera ammodytes) ainsi que par une espèce de tortues, la Cistude d'Europe (Emys orbicularis).

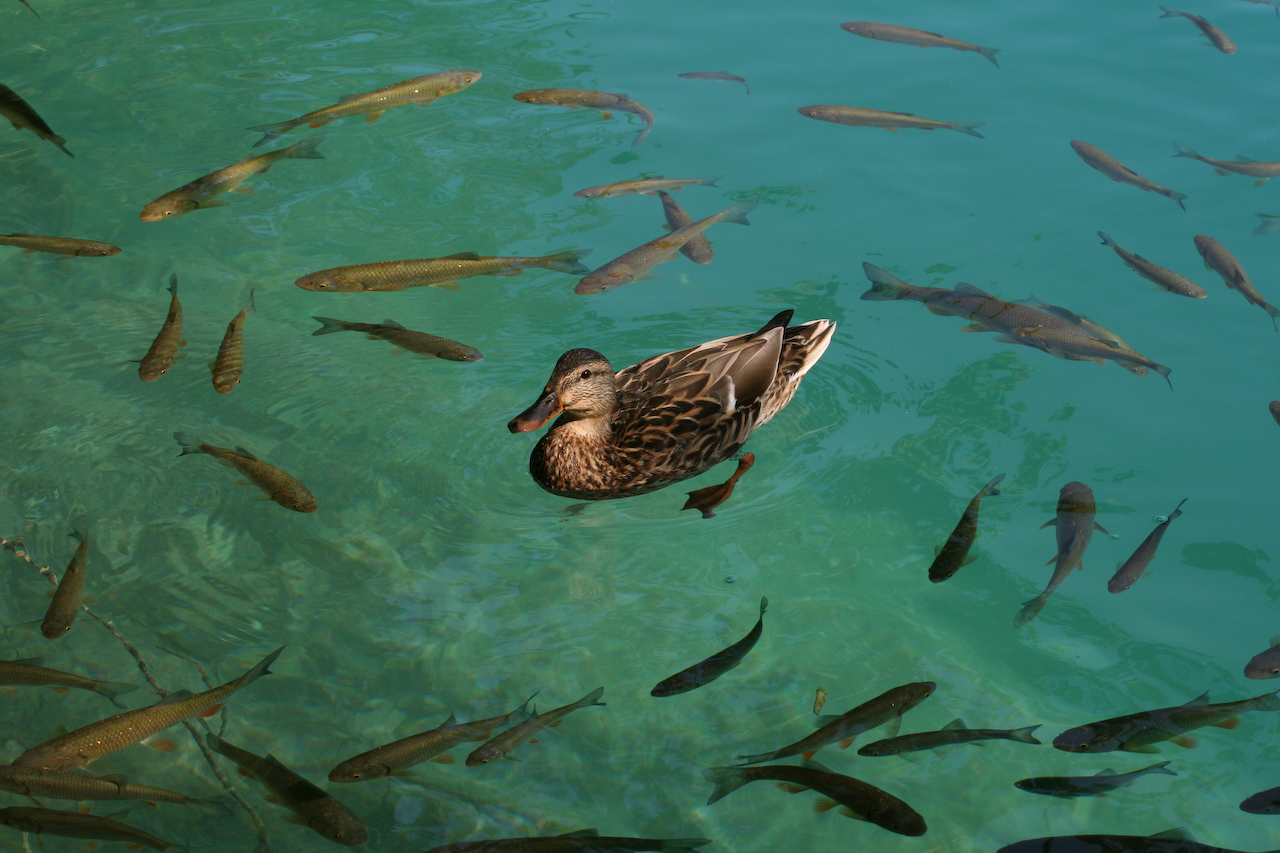
Un colvert des lacs de Plitvice, avec quelques poissons nageant au-dessous.

##### Oiseaux
Près de 140 espèces d'oiseaux fréquentent le site, et plus de la moitié d'entre elles y nichent. Près des lacs, on observe, entre autres, la Bergeronnette des ruisseaux (Motacilla cinerea), le Cincle plongeur (Cinclus cinclus), le Héron cendré (Ardea cinerea), le Canard colvert (Anas platyrhynchos), le Fuligule milouin (Aythya ferina) et le Plongeon arctique (Gavia arctica). Dans le parc les mésanges sont très diverses, et l'on observe en plus des plus courantes la Mésange nonnette (Poecile palustris) et la Mésange boréale (Poecile montana). Les bois hébergent aussi le Grimpereau des bois (Certhia familiaris) et le Grimpereau des jardins (Certhia brachydactyla), des pics comme le Pic à dos blanc (Dendrocopos leucotos) et le Pic noir (Dryocopus martius), ainsi que le Grand Tétras (Tetrao urogallus) et la Cigogne noire (Ciconia nigra). Parmi les rapaces nocturnes rencontrés dans le parc figurent la Chouette de l'Oural (Strix uralensis), le Hibou grand-duc (Bubo bubo), la Chouette hulotte (Strix aluco), la Chouette chevêchette (Glaucidium passerinum) ; les rapaces diurnes comptent notamment l'Aigle royal (Aquila chrysaetos), le Faucon hobereau (Falco subbuteo) et le Faucon pèlerin (Falco peregrinus).

##### Mammifères
Plus d'une cinquantaine d'espèces de mammifères vivent dans le parc. Les plus petits et les plus nombreux sont des insectivores comme la Musaraigne des montagnes (Sorex alpinus), la Musaraigne carrelet (Sorex araneus), la Musaraigne de Miller (Neomys anomalus), ou des rongeurs comme le Campagnol commun (Microtus arvalis), le Campagnol souterrain (Microtus subterraneus), le Campagnol roussâtre (Clethrionomys glareolus), le Campagnol de Martino (Dinaromys bogdanovi), le Muscardin (Muscardinus avellanarius), le Lérotin commun (Dryomys nitedula) et le Loir gris (Glis glis). Les chauve-souris sont représentées par le Rhinolophe euryale (Rhinolophus euryale), le Grand rhinolophe (R. ferrumequinum), le Petit rhinolophe (R. hipposideros), la Barbastelle commune (Barbastella barbastellus), le Minioptère de Schreibers (Miniopterus schreibersi), le Murin de Capaccini (Myotis capaccinii), le Petit murin (M. blythii oxygnathus) et le Grand murin (M. myotis). On recense aussi le Hérisson de l'Europe de l'Est (Erinaceus concolor), le Lièvre d'Europe (Lepus europaeus), le Putois (Mustela putorius), la Belette (Mustela nivalis), la Fouine (Martes foina), la Martre des pins (Martes martes), le Renard roux (Vulpes vulpes) et le Blaireau (Meles meles). La Loutre d'Europe (Lutra lutra) vit près des rivières et de certains lacs. Parmi les plus gros mammifères on compte le Chat sauvage (Felis silvestris), le Lynx boréal (Lynx lynx), le Loup gris commun (Canis lupus lupus), le Sanglier (Sus scrofa), le Chevreuil (Capreolus capreolus), le Cerf élaphe (Cervus elaphus) et enfin l'Ours brun (Ursus arctos), dont une cinquantaine côtoie le parc sur les 400 individus de cette partie des Balkans.

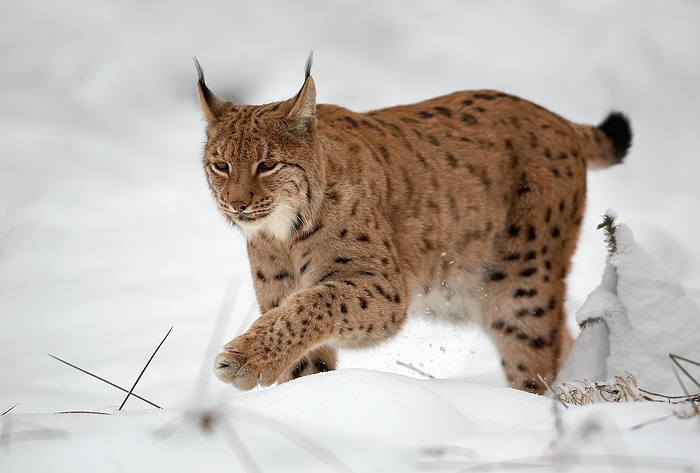
Lynx boréal (Lynx lynx)
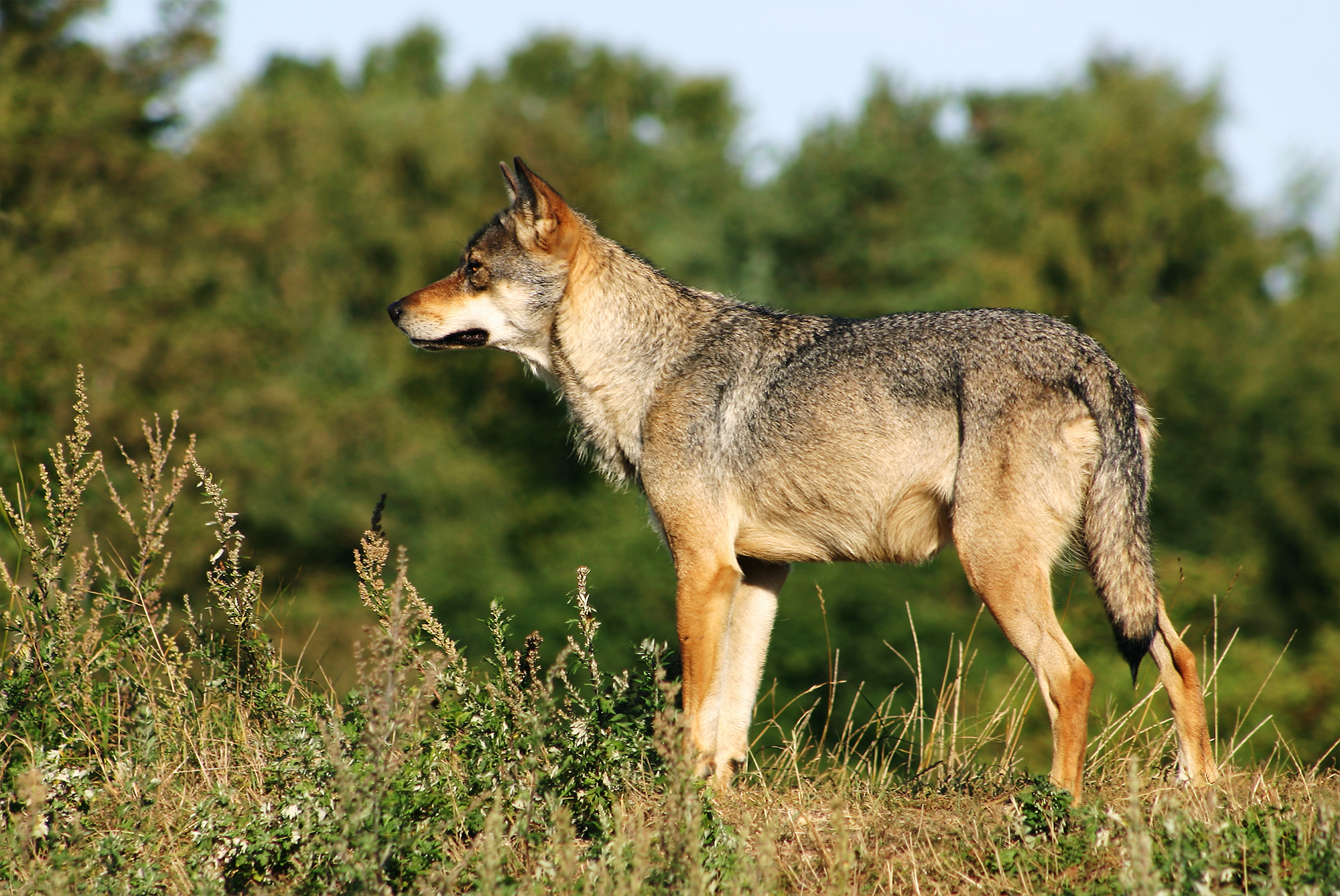
Loup gris commun (Canis lupus lupus)
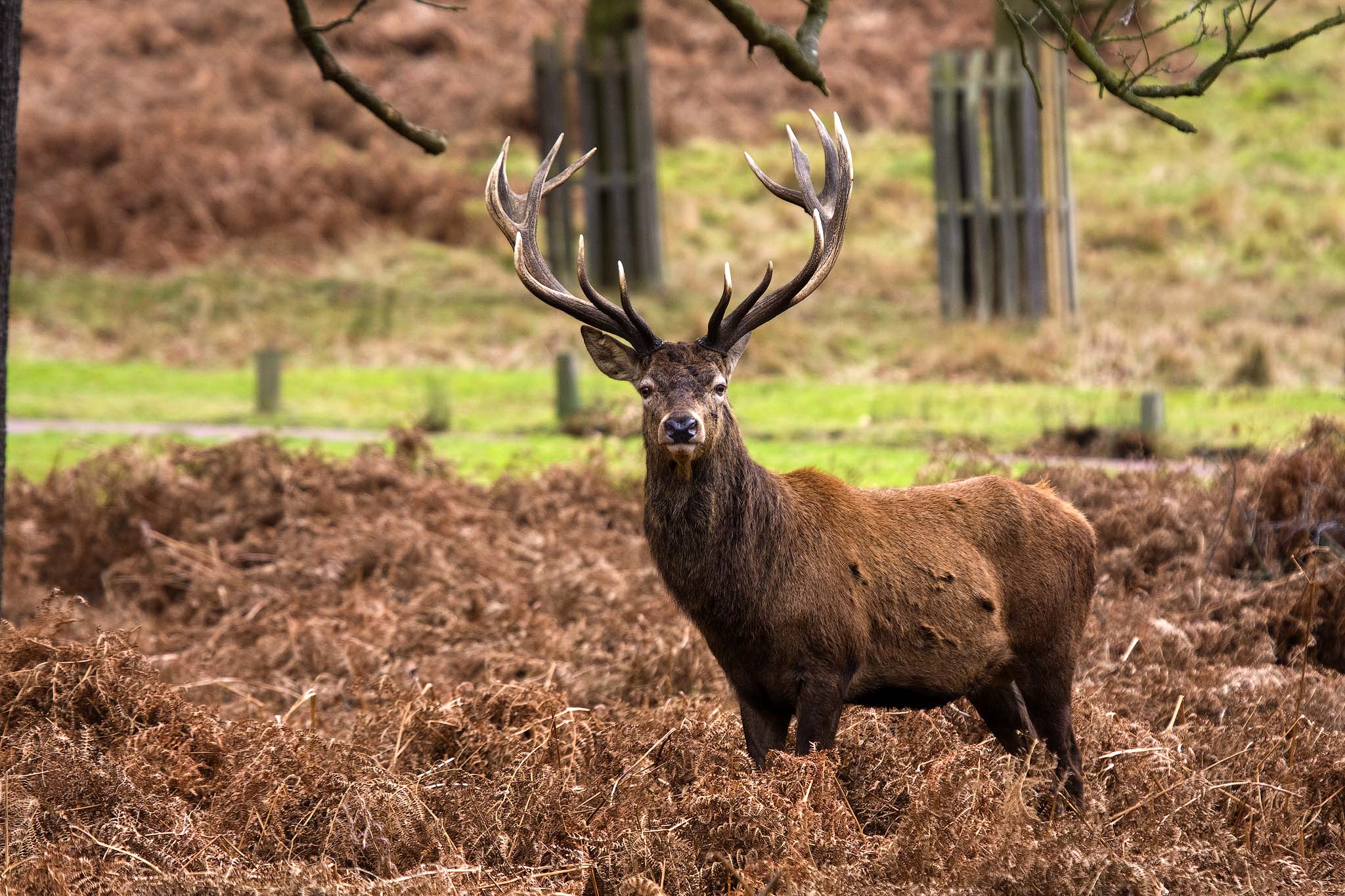
Cerf élaphe (Cervus elaphus)
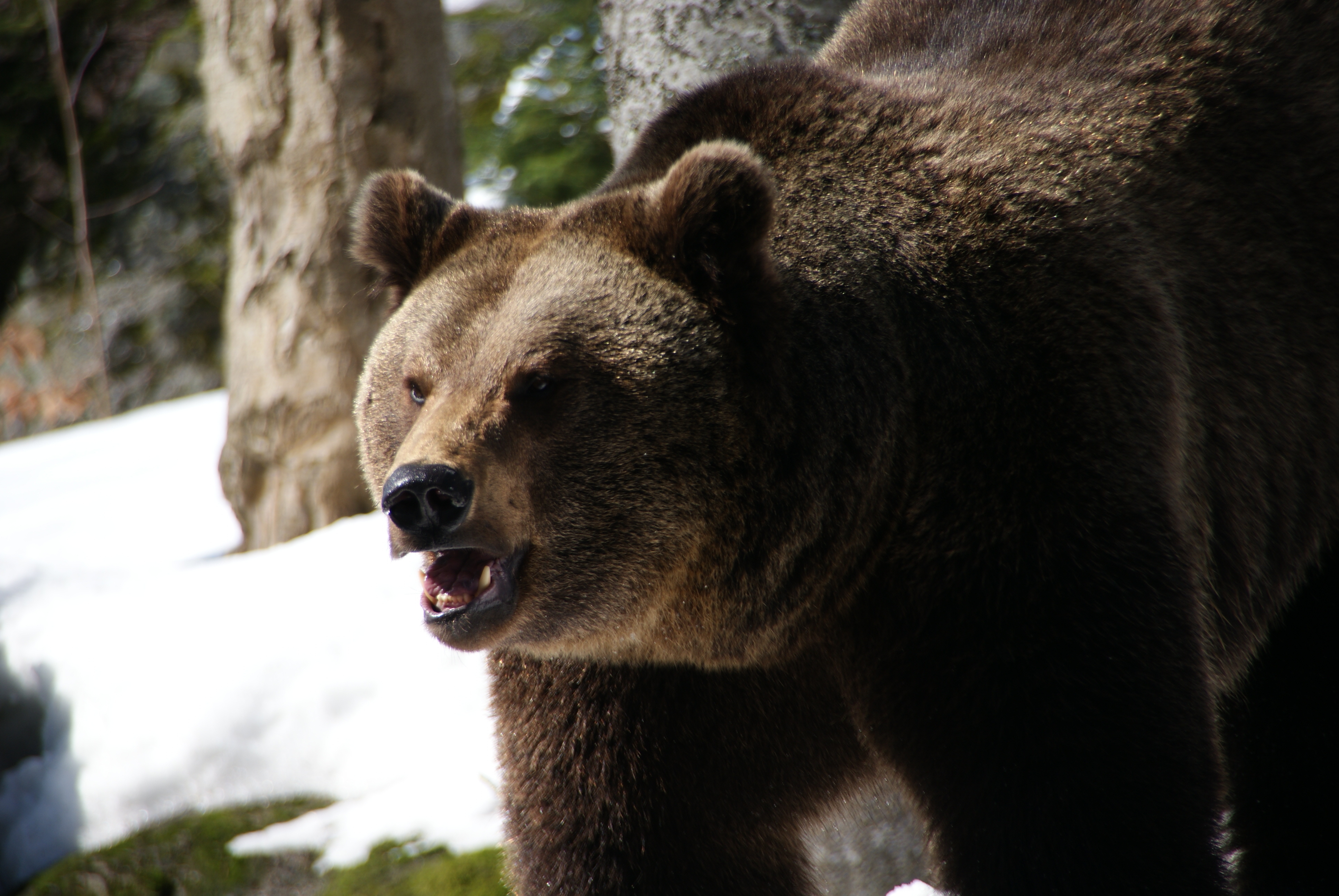
Ours brun (Ursus arctos)

## Histoire et protection
La région est habitée depuis des milliers d'années, d'abord par les Thraces, les Illyriens, puis par des tribus celtes (400 av. J.-C.), les Iapodes, les Romains (durant 600 ans), les Goths (400 apr. J.-C.), Byzantins (600 apr. J.-C.), les Avars et les Croates depuis 600 apr. J.-C.. Les Turcs sont présents dès 1500 apr. J.-C.. Le lieu appartient au Royaume de Croatie jusqu'au rattachement de celui-ci avec le royaume de Hongrie en 1102. En 1528 il tombe sous la domination de l'Empire ottoman, et 150 ans plus tard, sous celle autrichienne de la monarchie des Habsbourg. Le site est alors surnommé « Le Jardin du Diable » (Hortus diabolus) et fait alors partie de la Croatie militaire et recueille les réfugiés religieux comme les orthodoxes d'Europe centrale fuyant la répression ottomane. Au XIXe siècle les conflits turco-autrichiens s'apaisent et la zone échoit alors à la Banovina de Croatie, puis à la république fédérative socialiste de Yougoslavie et enfin à la république de Croatie en 1992.
Une première auberge destinée à recevoir les voyageurs, alors souvent itinérants, est construite au début des années 1860, puis agrandie pendant la trentaine d'années qui suit. En 1893, Gustav Janeček crée l'Association de la protection et l'entretien des lacs de Plitvice en Croatie, visant le développement touristique avec la construction d'un premier hôtel près du lac Kozjak en 1896, la promotion du site par divers moyens ainsi que son aménagement (chemins, bancs…). Le véritable intérêt touristique pour ces lacs est donc suscité au début des années 1900. Dès 1928, une première protection légale est établie, mais durera à peine un an. En 1948 sous la république fédérative socialiste de Yougoslavie, un règlement sur l'administration des parcs nationaux est édicté, et le parc est officiellement établi en avril 1949. Celui-ci sera d'ailleurs amendé, avec notamment en 1997 un élargissement au bassin entier contenant le site. En avril 1979, l'Union internationale pour la conservation de la nature (UICN) estime que le parc mérite sa place dans le patrimoine mondial pour sa « beauté naturelle exceptionnelle, et la production naturelle de travertin (tuf) par l'action chimique et biologique, ». Le 26 octobre 1979, l'UNESCO de l'Organisation des Nations unies place le parc parmi le patrimoine mondial de l'humanité, ; c'est le seul parc national de Croatie dans ce cas.
Les films des années 1960 adaptant l'œuvre de Karl May des aventures du chef indien Winnetou ont en grande partie été tournés dans le parc. En mars 1991 le site est le théâtre de l'incident des lacs de Plitvice, premier conflit armé de la guerre d'indépendance de Croatie. Les Serbes, menés par Slobodan Milošević, prennent la région et celle-ci ne sera reconquise qu'en août 1995 avec l'opération Tempête menée par l'armée croate et mettant fin à la guerre.

## Administration et fréquentation
Depuis la fin de la guerre le parc a retrouvé son aspect touristique : avec près d'un million de visiteurs par année (947 000 en 2008, 981 000 en 2010 et 1 082 696 en 2011), les lacs de Plitvice forment aujourd'hui le site le plus visité de Croatie. Le parc est géré par l'État croate, et dépend principalement du Ministère de la culture et de son département de la protection de la nature ainsi que du Ministère de la protection environnementale, de l'aménagement du territoire et de la construction ; il emploie près de 750 personnes.
Le stationnement et l'entrée du parc sont payants, cette dernière coûtant près d'une dizaine d'euros en 2011. Les activités humaines sont limitées à la randonnée pédestre, le vélo sur plusieurs pistes cyclables, ou le ski sur les hauteurs, avec une station comprenant 400 m de pistes. Les autres déplacements se font avec les petits trains ou les bateaux touristiques du parc ; le parc se visite en six à huit heures. Contrairement au parc national de Krka, la baignade est interdite dans les lacs de Plitvice. En plus des quelques restaurants et débits de boisson, quatre hôtels ainsi que deux campings accueillent les touristes. Un marathon est organisé tous les ans, au début juin.

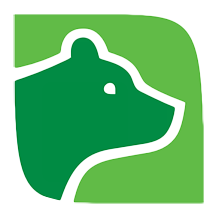
Logo du parc.
Ancien logo du parc.
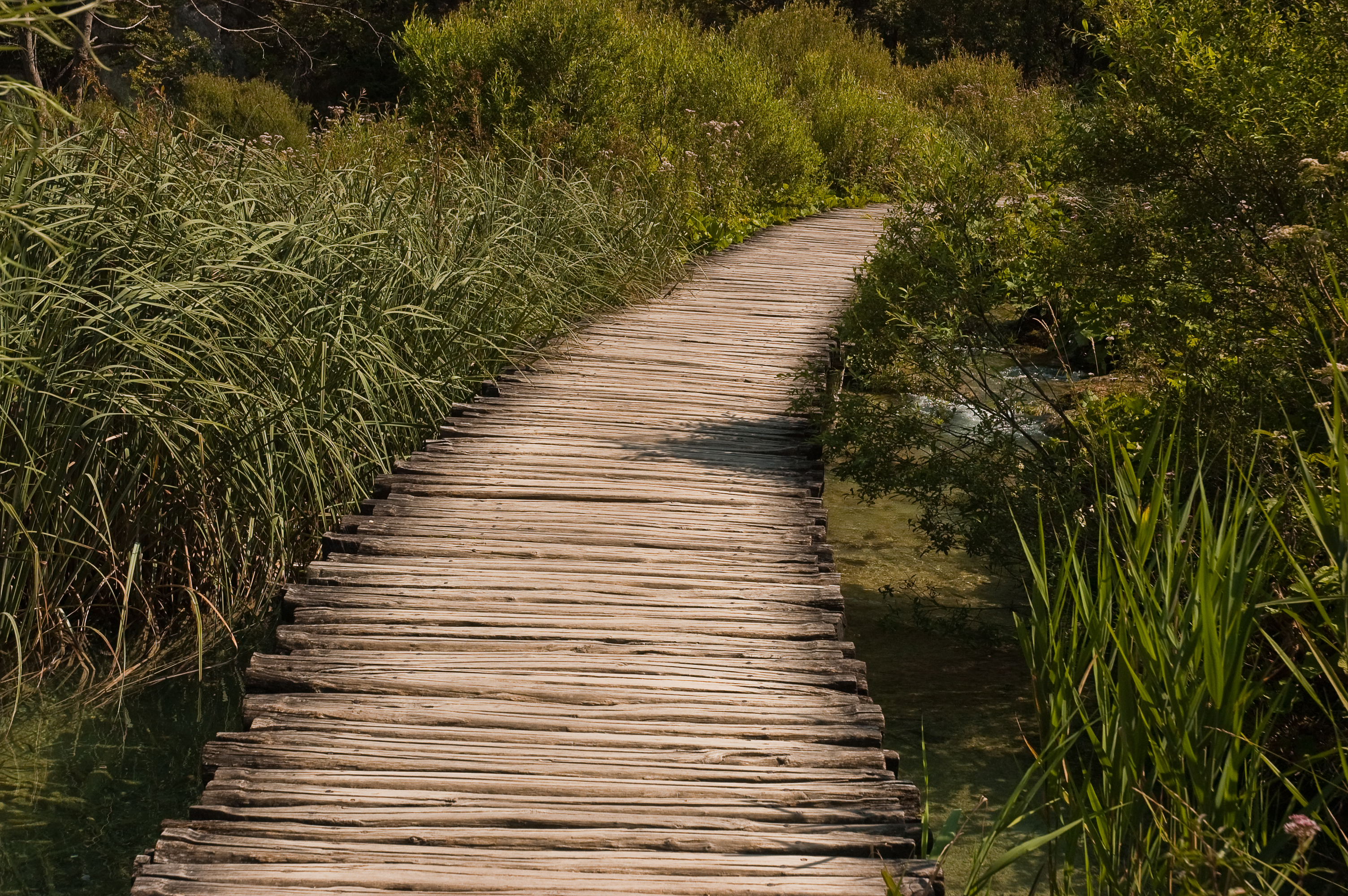
Chemin de rondins au-dessus de l'eau.
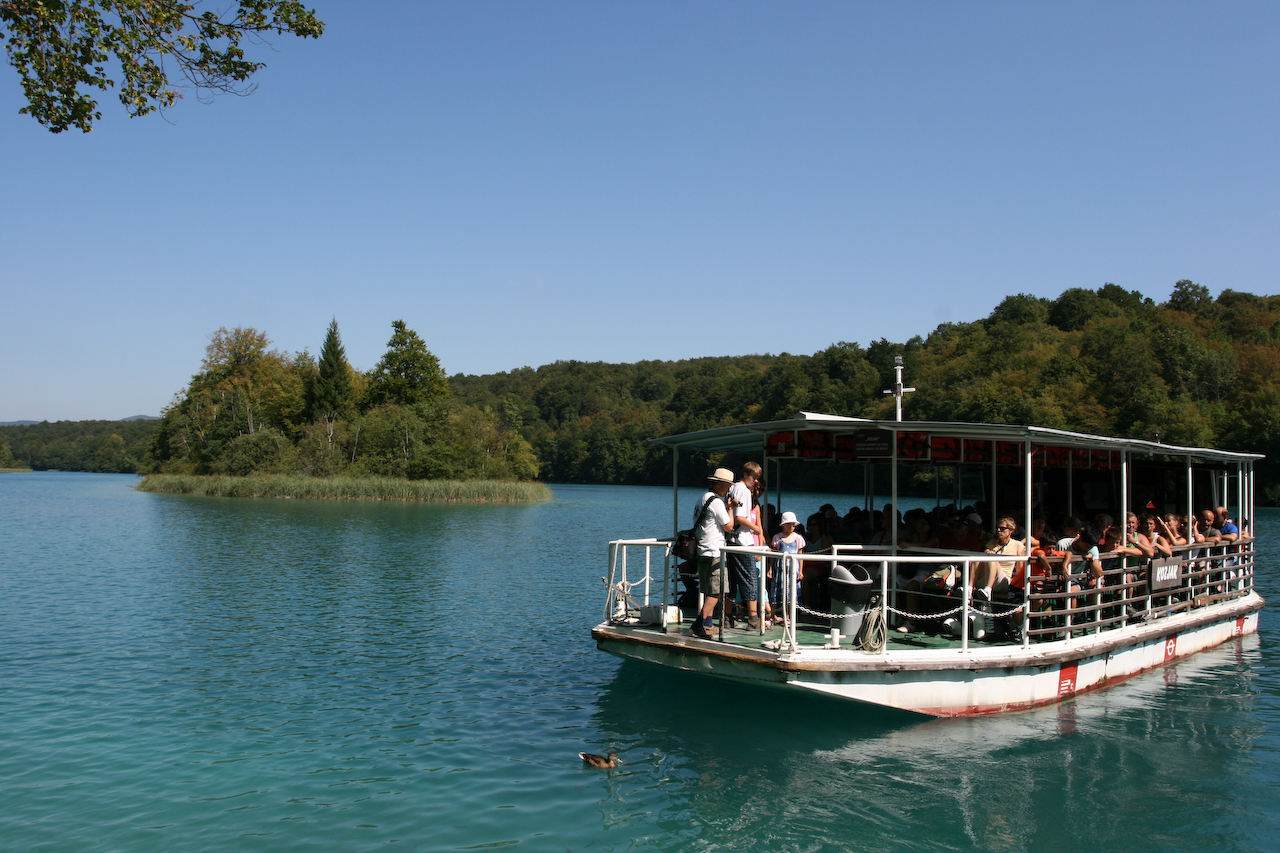
Un des bateaux électriques permettant la traversée du lac Kozjak.
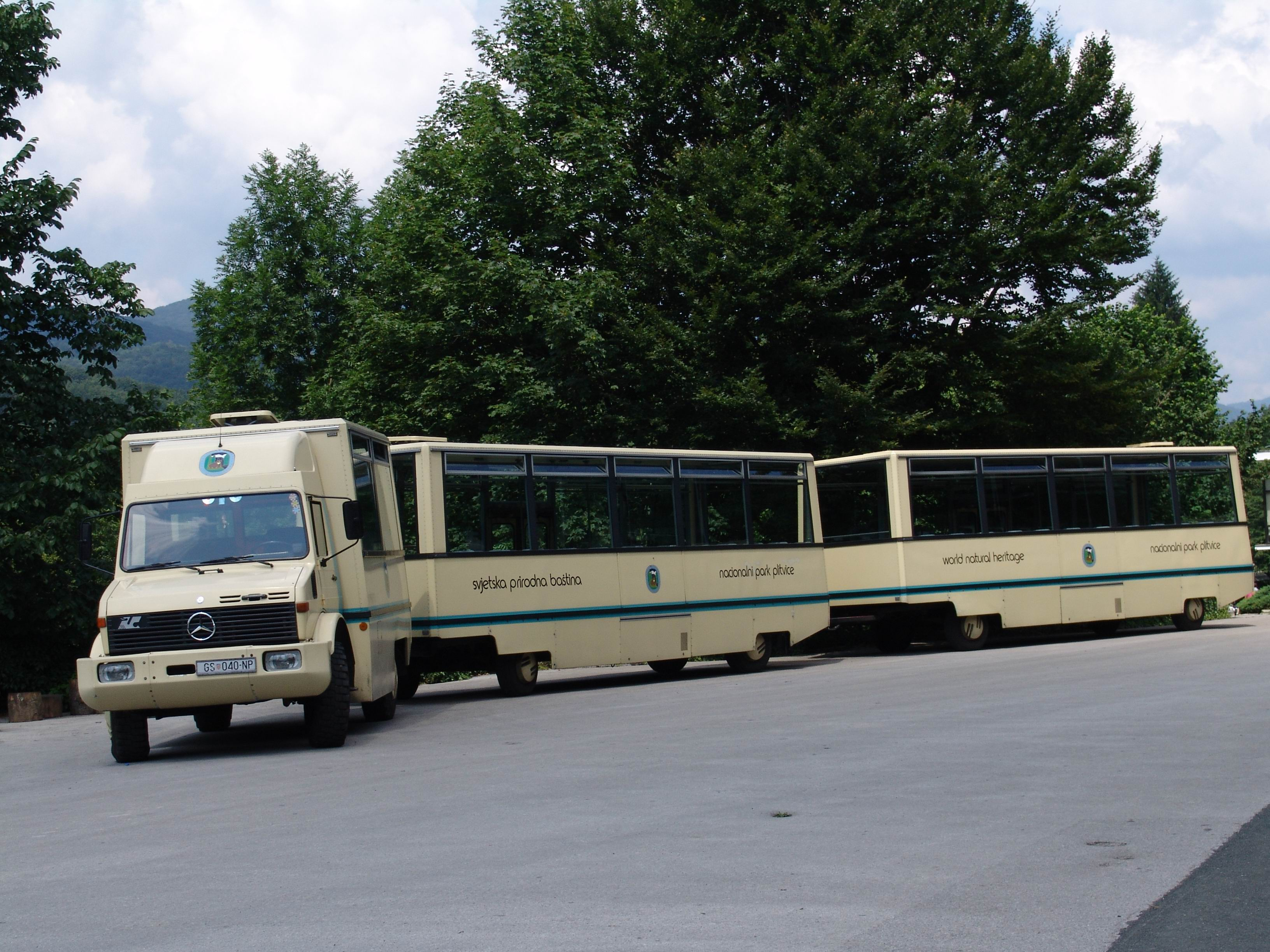
Un des véhicules transportant les touristes.
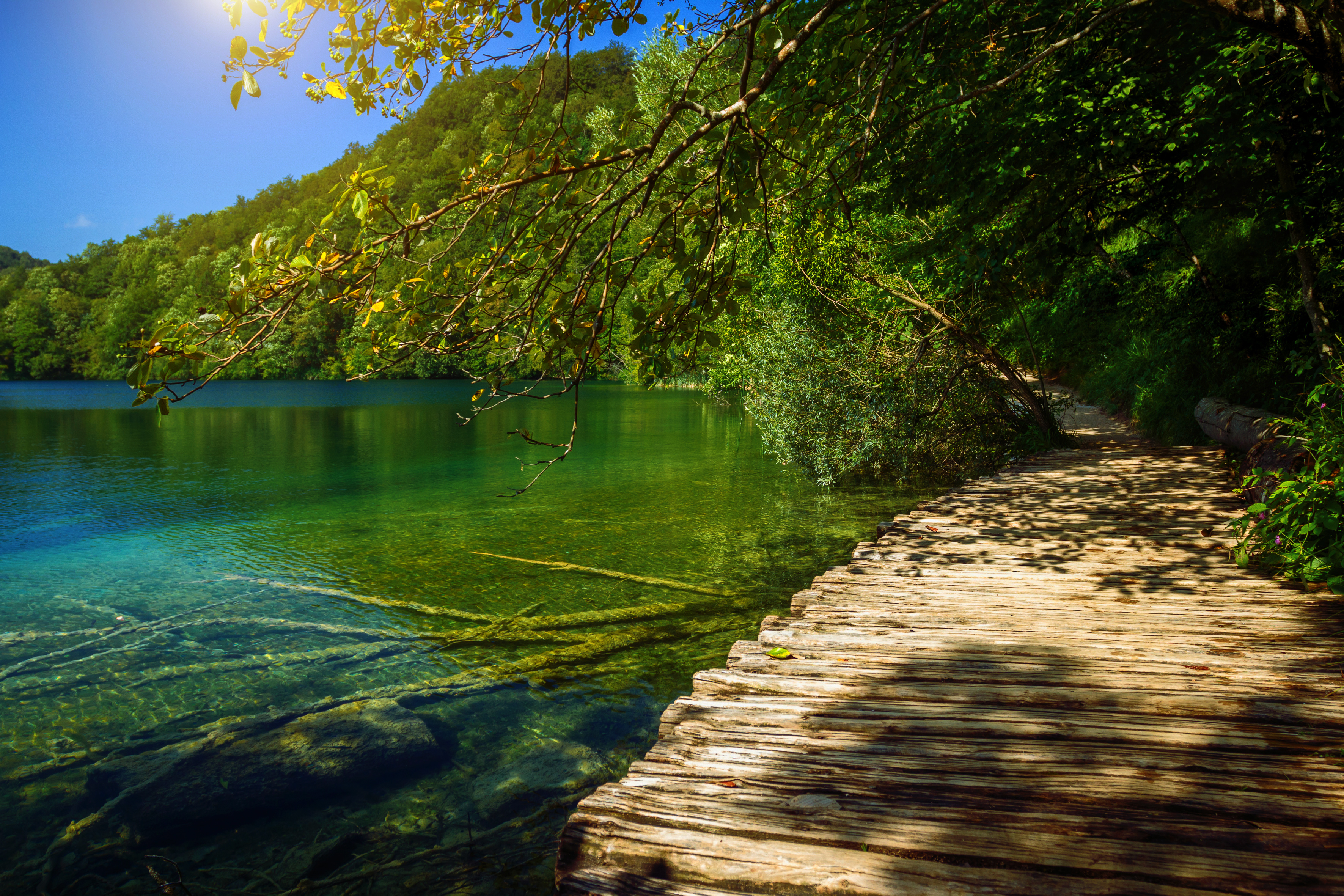
Autre chemin de bord de lac en rondins dans le parc. Juillet 2018.